# Influence hellénistique sur l'art indien

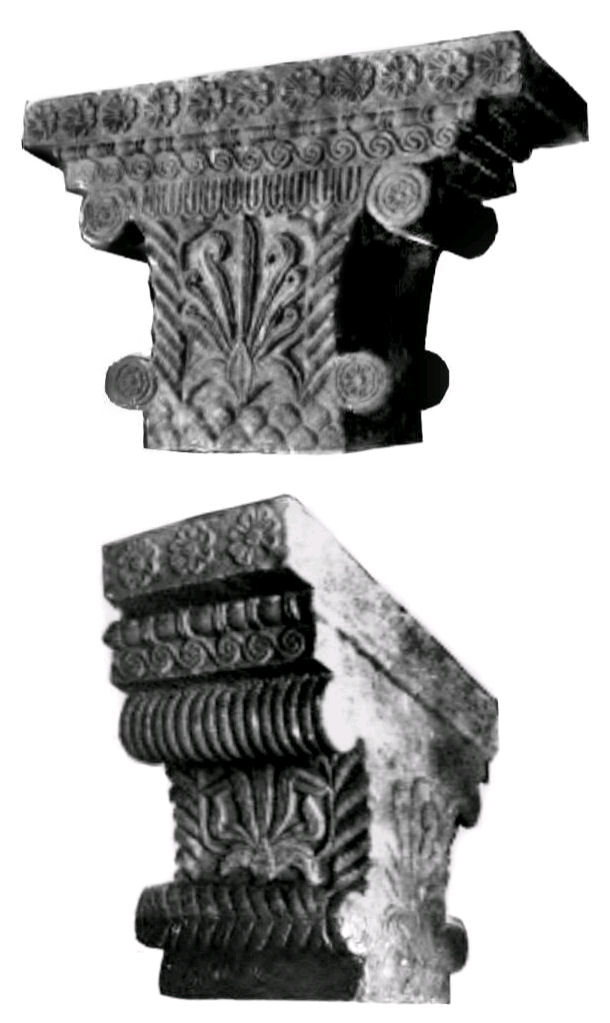
Le chapiteau Pataliputra, un chapiteau anta hellénistique trouvé dans le palais de l'empire Mauryan de Pataliputra, en Inde, daté du IIIe siècle avant notre ère.

L'influence hellénistique sur l'art indien reflète l'influence artistique des Grecs sur l'art indien à la suite des conquêtes d'Alexandre le Grand, de la fin du IVe siècle av. J.-C. aux premiers siècles de l'ère chrétienne. Les Grecs ont en effet maintenu une présence politique à la porte, et parfois en Inde, jusqu'au Ier siècle apr. J.-C.avec le royaume gréco-bactrien et les royaumes indo-grecs, avec de nombreuses influences notables sur les arts de l'empire Maurya (321–185 av. J.-C.) en particulier. L'influence hellénistique sur l'art indien s'est également fait sentir pendant plusieurs siècles durant la période de l'art gréco-bouddhiste.

## Contexte historique

### Influences pré-hellénistiques (518–327 av. J.-C.)

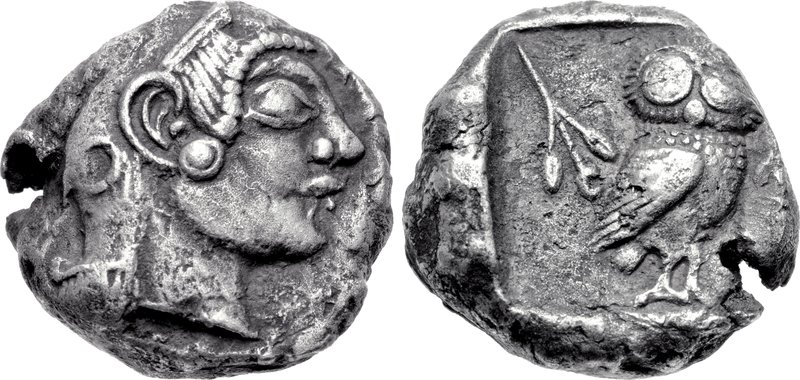
Pièce athénienne (frappée vers 500/490 - 485 av. J.-C.) découverte à Pushkalavati, Gandhara. Cette pièce est le premier exemple connu de ce type à avoir été trouvée si loin à l'est.

Des découvertes de pièces dans le trésor Chaman Hazouri à Kaboul ou dans le trésor Shaikhan Dehri à Pushkalavati ont révélé que de nombreuses pièces achéménides ainsi que de nombreuses pièces grecques des Ve et IVe siècles av. J.-C. circulaient dans la région, au moins aussi loin que l'Indus pendant le règne des Achéménides, qui contrôlaient les régions jusqu'au Gandhara,,,. En 2007, un petit trésor de pièces a été découvert sur le site de l'ancienne Pushkalavati (Shaikhan Dehri) au Pakistan, contenant un tétradrachme frappé à Athènes vers 500/490 - 485 av. J.-C, ainsi qu'un certain nombre d'objets similaires locaux et aussi des lingots en fonte d'argent. La pièce athénienne est le premier exemple connu de ce type à avoir été trouvée aussi loin à l'est.
Selon Joe Cribb, ces premières pièces grecques sont à l'origine des pièces indiennes marquées au poinçon, les premières pièces produites en Inde, qui ont utilisé une technologie de frappe dérivée de la monnaie grecque. Daniel Schlumberger considère également que les pièces marquées au poinçon, similaires aux nombreuses monnaies poinçonnées trouvées dans le nord-ouest de l'Inde, provenaient initialement de l'empire achéménide, plutôt que du cœur de l'Inde :

« Les pièces poinçonnées étaient jusqu'à présent considérées comme indiennes (...) Or l'étalon de poids est considéré par certains experts comme persan, et maintenant que nous les voyons également mises au jour sur le sol de l'Afghanistan, nous devons prendre en compte la possibilité que leur pays d'origine ne soit pas à rechercher au-delà de l'Indus, mais plutôt dans les provinces orientales de l'Empire achéménide. »

— Daniel Schlumberger,, Trésors Monétaires, p. 42.

### Période hellénistique (327 av. J.-C.)

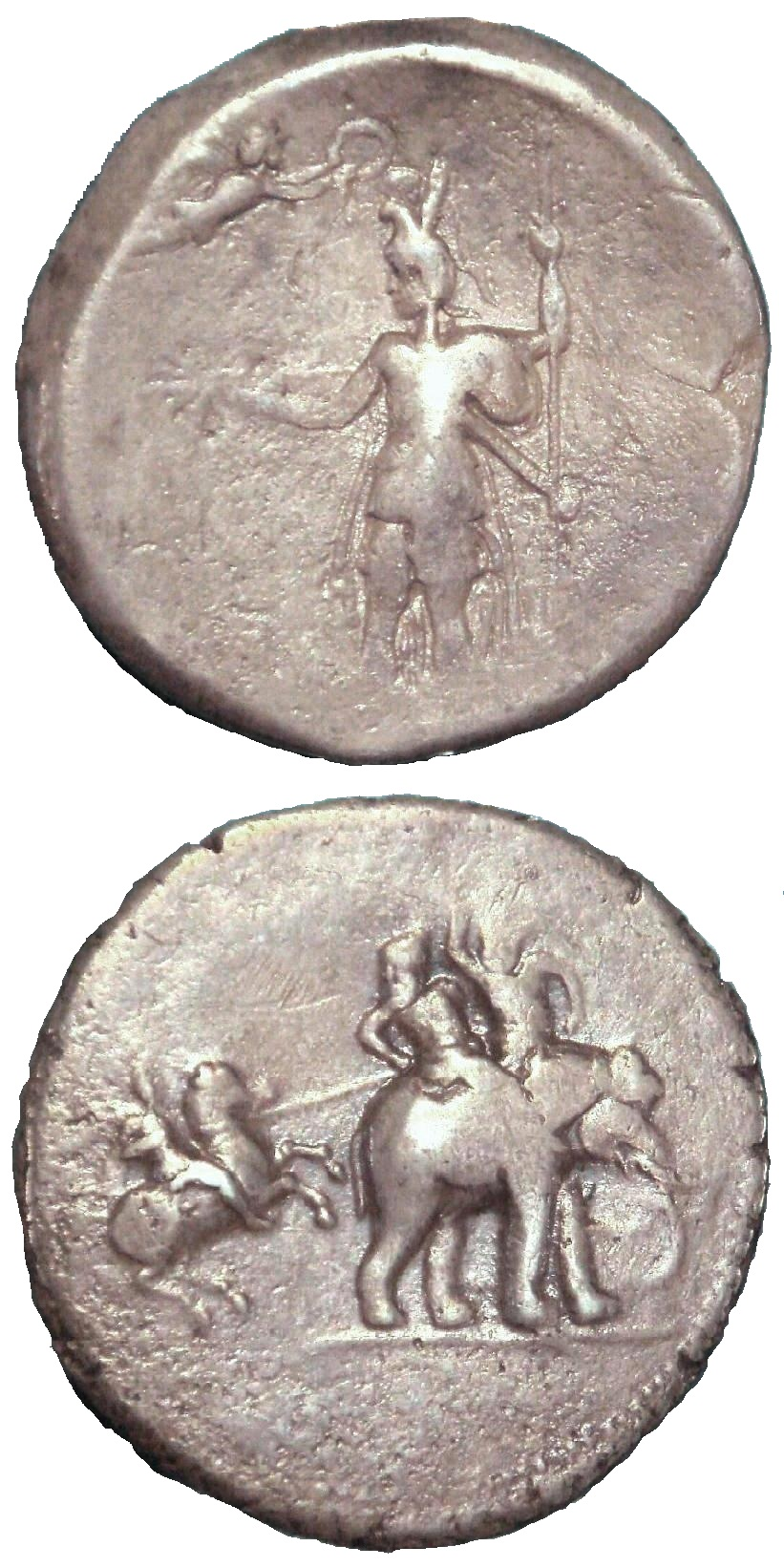
"Pièce de la victoire" d'Alexandre le Grand, frappée à Babylone vers 322 av. J.-C., à la suite de ses campagnes dans le sous-continent.
Avers : Alexandre couronné par Nike.
Envers: Alexandre attaquant le roi Porus sur son éléphant.
Argent. Musée britannique.

Les conquêtes grecques en Inde d'Alexandre le Grand étaient limitées dans le temps (327–326 av. J.-C.) et dans leurs étendues, mais elles eurent d'importants effets à long terme car les Grecs se sont installés pendant des siècles aux portes de l'Inde. Peu de temps après le départ d'Alexandre, les Grecs (appelés Yona ou Yavana dans les sources indiennes, du grec « ionien ») peuvent alors avoir participé, avec d'autres groupes, au soulèvement armé de Chandragupta Maurya contre la dynastie Nanda vers 322 avant notre ère. Ils ont même atteint Pataliputra pour la prise de la ville aux Nandas. Le Mudrarakshasa de Visakhadutta ainsi que l'ouvrage Jaïna Parisishtaparvan parlent de l'alliance de Chandragupta avec le roi himalayen Parvatka, souvent identifié à Poros. Selon ces récits, cette alliance a donné à Chandragupta une armée composite et puissante composée de Yavanas (Grecs), de Kambojas, de Shakas (Scythes), de Kiratas (Népalais), de Parasikas (Perses) et de Bahlikas (Bactriens) qui ont pris Pataliputra,,.
Après ces événements, les Grecs ont pu maintenir une présence structurée à la porte de l'Inde pendant environ trois siècles, à travers l'empire séleucide et le royaume gréco-bactrien, jusqu'à l'époque des royaumes indo-grecs, qui durèrent parfois jusqu'au Ier siècle. Pendant ce temps, la ville d'Ai-Khanoum, capitale du royaume gréco-bactrien, et les capitales du royaume indo-grec, les villes de Sirkap, fondées dans ce qui est maintenant l'actuel Pakistan sur le plan du réseau hippodamien grec, et Sagala, maintenant situé au Pakistan à 10 km de la frontière avec l'Inde, ont fortement interagi avec le sous-continent indien. On considère qu'Ai-Khanoum et Sirkap ont peut-être été les principaux vecteurs de la transmission de l'influence artistique occidentale en Inde, comme les frises florales des piliers d'Ashoka et dans la création de la capitale quasi-ionique Pataliputra. De nombreux ambassadeurs grecs, tels que Mégasthène, Deimaque et Denys, sont restés à la cour Mauryane à Pataliputra.
Le champ d'adoption va de conceptions telles que le motif des perles et bobines, à la palmette à flammes centrale et d'autres variétés de moulures au rendu réaliste de la sculpture animalière et à la fonction des chapiteaux ioniques anta dans le palais de Pataliputra. Après le Ier siècle, l'influence hellénistique a continué à être perçue dans l'art syncrétique gréco-bouddhiste de Gandhara, jusqu'aux IVe et Ve siècles. On peut soutenir que l'influence hellénistique a continué à se faire sentir indirectement dans les arts de l'Inde pendant de nombreux siècles par la suite.

## Influence sur l'architecture de pierre monumentale indienne (268-180 av. J.-C.)

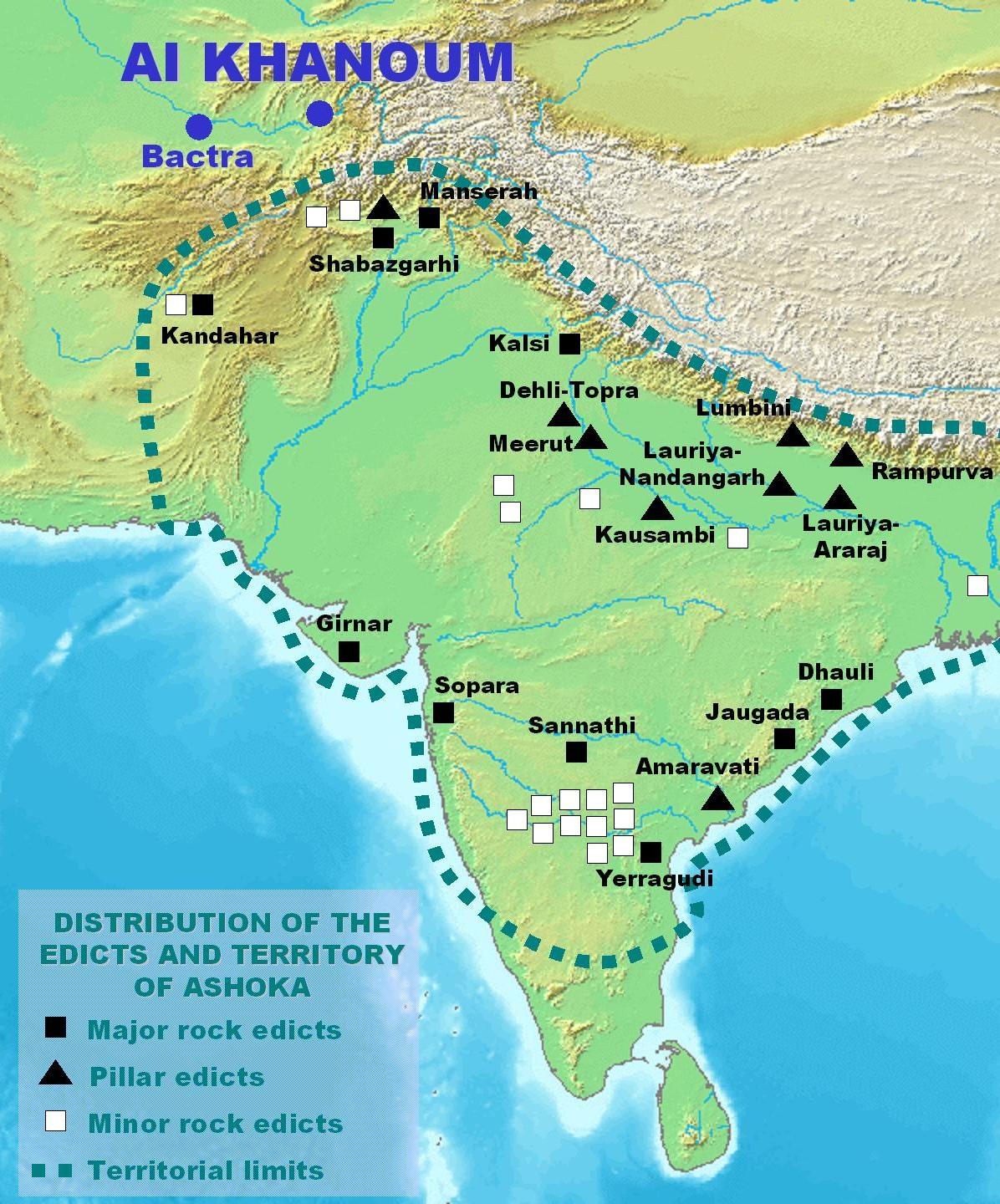
Le royaume gréco-bactrien et la ville hellénistique d' Ai-Khanoum étaient situés aux portes de l'Inde.

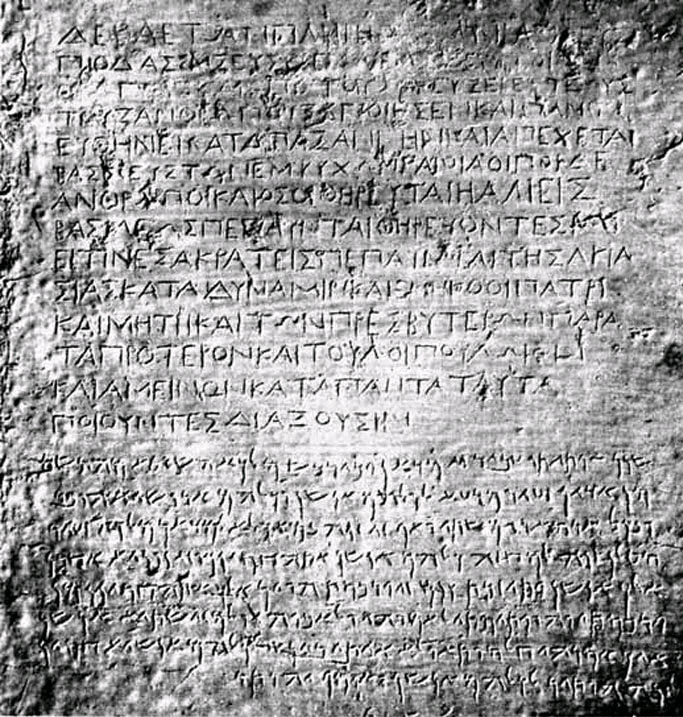
Inscription bilingue sur roche de Kandahar d' Ashoka en grec et araméen.

Pendant la période de Maurya (321–185 av. J.-C.), et en particulier à l'époque de l'empereur Ashoka (vers 268–232 av. J.-C.), l'influence hellénistique semble avoir joué un rôle dans l'établissement de l'architecture monumentale en pierre indienne. Des fouilles dans l'ancien palais de Pataliputra ont mis en lumière des œuvres sculpturales hellénistiques, et cette influence apparaît dans les piliers d'Ashoka à peu près à la même période.
Selon John Boardman, l'architecture de pierre indienne avait des influences hellénistiques. Cependant, les sites et les sources de ces influences ne sont « pas toujours correctement identifiés ou encore identifiables. » Trois grandes théories ont été proposées. L'une était tenu par les premiers spécialistes tels que Percy Brown, dans lequel l'architecture indienne en pierre utilisait des artisans immigrés expérimentés dans le style impérial persan achéménide, qui comprenait beaucoup d'entrées grecques, auxquelles une influence hellénistique plus directe a été ajoutée. La seconde était détenue par des chercheurs plus tardifs tels que John Irwin qui préfèrent l'inspiration indienne principalement indigène, et une troisième tenue par SP Gupta et d'autres, qui sont en faveur d'un mélange des trois,.
Boardman compare l'apparence de l'architecture en pierre en Perse et en Inde ; dans une certaine mesure, les nouveaux empires des Achéménides et des Mauryens ont été confrontés à des problèmes similaires en « créant une architecture de pierre adaptée aux aspirations de l'empire », alors qu'aucun pays n'avait une tradition de construction en pierre. Les conquêtes perses comprenaient des zones où la construction à grande échelle en brique ou en pierre étaient de coutume. En Inde, il y avait probablement une tradition de grandes constructions et de complexes en bois, bien qu'il en reste naturellement très peu. Il est possible que le passage difficile à travers l'Hindu Kush et des endroits au nord-ouest de celui-ci tels que Ai-Khanoum, une ville grecque de Bactriane au IIIe siècle av. J.-C. et à environ 600 Km de Kaboul, aurait pu fournir le couloir pour relier les artistes hellénistiques et indiens. L'influence pourrait provenir de l'ancienne Persépolis perse, maintenant près de Shiraz dans le sud - ouest de l'Iran et à environ 2 200 Km de Kaboul. Cependant, un problème majeur auquel cette proposition est confrontée est que Persépolis a été détruite 80 ans  environ avant l'apparition de la première architecture et des arts bouddhistes en pierre. Il reste à savoir dans quelle mesure et comment les connaissances ont été préservées ou transférées au fil des générations entre la chute de Persépolis (330 av. J.-C.) et la montée de l'art de l'ère Ashokan à l'est (après 263 av. J.-C.),.

### Étendue des relations
De nombreux contacts ont été enregistrés entre l'empire Maurya et le royaume grec. Séleucos I Nicator a tenté de conquérir l'Inde en 305 av. J.-C., mais il est finalement parvenu à un accord avec Chandragupta Maurya et a signé un traité qui, selon Strabon, a cédé un certain nombre de territoires à Chandragupta, y compris une grande partie de ce qui est maintenant l'Afghanistan et le Pakistan. Un « accord matrimonial » a également été conclu, et Séleucos a reçu cinq cents éléphants de guerre, un atout militaire qui joua un rôle décisif lors de la bataille d'Ipsos en 301 av. J.-C.,.
Plus tard, de nombreux ambassadeurs ont visité la cour indienne à Pataliputra, en particulier Mégasthène à Chandragupta, plus tard Déimaque à son fils Bindusâra, et plus tard encore Ptolémée II, le souverain de l'Égypte ptolémaïque et contemporain d'Ashoka, est également enregistré par Pline l'Ancien comme ayant envoyé un ambassadeur nommé Denys à la cour Mauryane. Ashoka a fait des communications avec les populations grecques sur le site d'Alexandria Arachosia (Vieux Kandahar), en utilisant l'édit bilingue de Kandahar ou les édits grecs de Kandahar.
Le royaume gréco-bactrien avec sa capitale d'Aï-Khanoum a maintenu une forte présence hellénistique aux portes de l'Inde de 280 à 140 avant notre ère, et ensuite est allé en Inde même pour former des royaumes indo-grecs qui durent jusqu'au Ier siècle apr. J.-C. Simultanément, Ashoka rédigea certains de ses édits en grec et affirma avoir envoyé des ambassadeurs auprès des dirigeants grecs jusqu'en Méditerranée, suggérant sa volonté de communiquer avec le royaume hellénistique.

### Instances d'influence hellénistique
Au cours de cette période, plusieurs exemples d'influence artistique sont connus, en particulier dans le domaine de la sculpture monumentale en pierre et de la statuaire, ce qui est sans précédent connu en Inde. La période principale de la création architecturale en pierre semble correspondre à la période du règne d'Ashoka (vers 268-232 av. J.-C.). Auparavant, les Indiens avaient sans doute une tradition d'architecture en bois, mais aucun vestige n'a jamais été trouvé pour le prouver. Cependant, des restes de palissades en bois ont été découverts sur des sites archéologiques de Pataliputra, ils ont confirmé les récits classiques selon lesquels la ville avait de tels remparts en bois. Les premiers exemples d'architecture en pierre ont également été trouvés dans l'enceinte du palais de Pataliputra, avec les chapiteaux distinctement hellénistiques de Pataliputra et une salle à piliers utilisant des colonnes en pierre polie. L'autre exemple remarquable d'architecture monumentale en pierre est celui des piliers d'Ashoka, eux-mêmes montrant une influence hellénistique. Dans l'ensemble, selon Boardman, « L'expérience visuelle de nombreux habitants d'Ashoka et des villes indiennes ultérieures a été considérablement conditionnée par des arts étrangers, transplantés dans un environnement indien, tout comme le grec archaïque l'avait été par le syrien, le romain par le grec et les Perses par l'art de tout leur empire. »

#### Chapiteau de Pataliputra (IIIesiècleav. J.-C.)

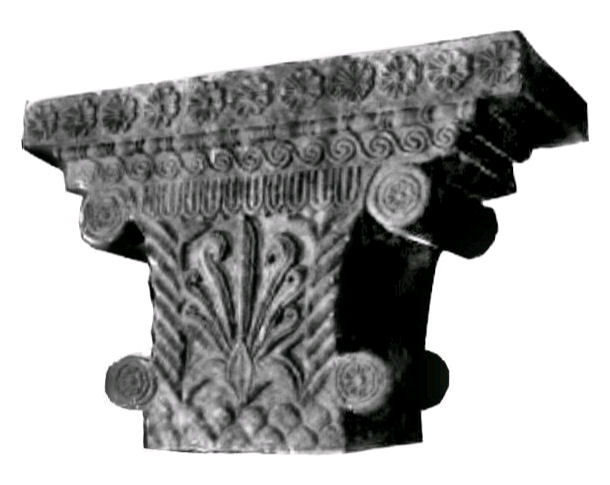
Façade d'un chapiteau Pataliputra, trouvée à Pataliputra et datée du

La chapiteau Pataliputra est un chapiteau rectangulaire monumental avec des volutes et des dessins classiques, qui a été découvert dans les ruines du palais de l'ancienne capitale de l'empire Maurya de Pataliputra (Patna moderne, au nord-est de l'Inde). Il est daté du IIIe siècle av. J.-C. C'est, avec les piliers d'Ashoka, l'un des premiers exemples connus de l'architecture indienne en pierre, car aucun monument ou sculpture en pierre indien n'est connu avant cette période. C'est aussi l'un des premiers indices archéologiques suggérant une influence hellénistique sur les arts de l'Inde, en l'occurrence un art palatial sculptural. L'Archaeological Survey of India, une agence gouvernementale indienne rattachée au ministère de la Culture et chargée de la recherche archéologique, de la conservation et de la préservation des monuments culturels en Inde, la décrit sans détour comme « une capitale colossale de style hellénistique.»
Bien que ce chapiteau ait été une pièce d'architecture majeure dans le palais Maurya de Pataliputra, il est impossible de connaître la nature exacte ou l'étendue des monuments et des bâtiments qui en possédaient, puisque la majeure partie de Pataliputra n'a pas été fouillée et reste cachée sous la ville moderne de Patna.
Un chapiteau de Sarnath est connu, il semble être une adaptation du modèle du chapiteau  Pataliputra. Cette autre chapiteau serait également de la période Maurya. Il est, avec le chapiteau Pataliputra, considéré comme « des supports de pierre ou des chapiteaux évoquant l'ordre ionique ». Un chapiteau plus tardif trouvé à Mathura datant du IIe au IIIe siècle av. J.-C.(période Kushan) présente une palmette centrale à volutes latérales dans un style qualifié de « ionique », dans le même genre de composition que le chapiteau Pataliputra mais avec un rendu plus grossier ( photographie ).

#### Piliers d'Ashoka (IIIesiècleav. J.-C.)

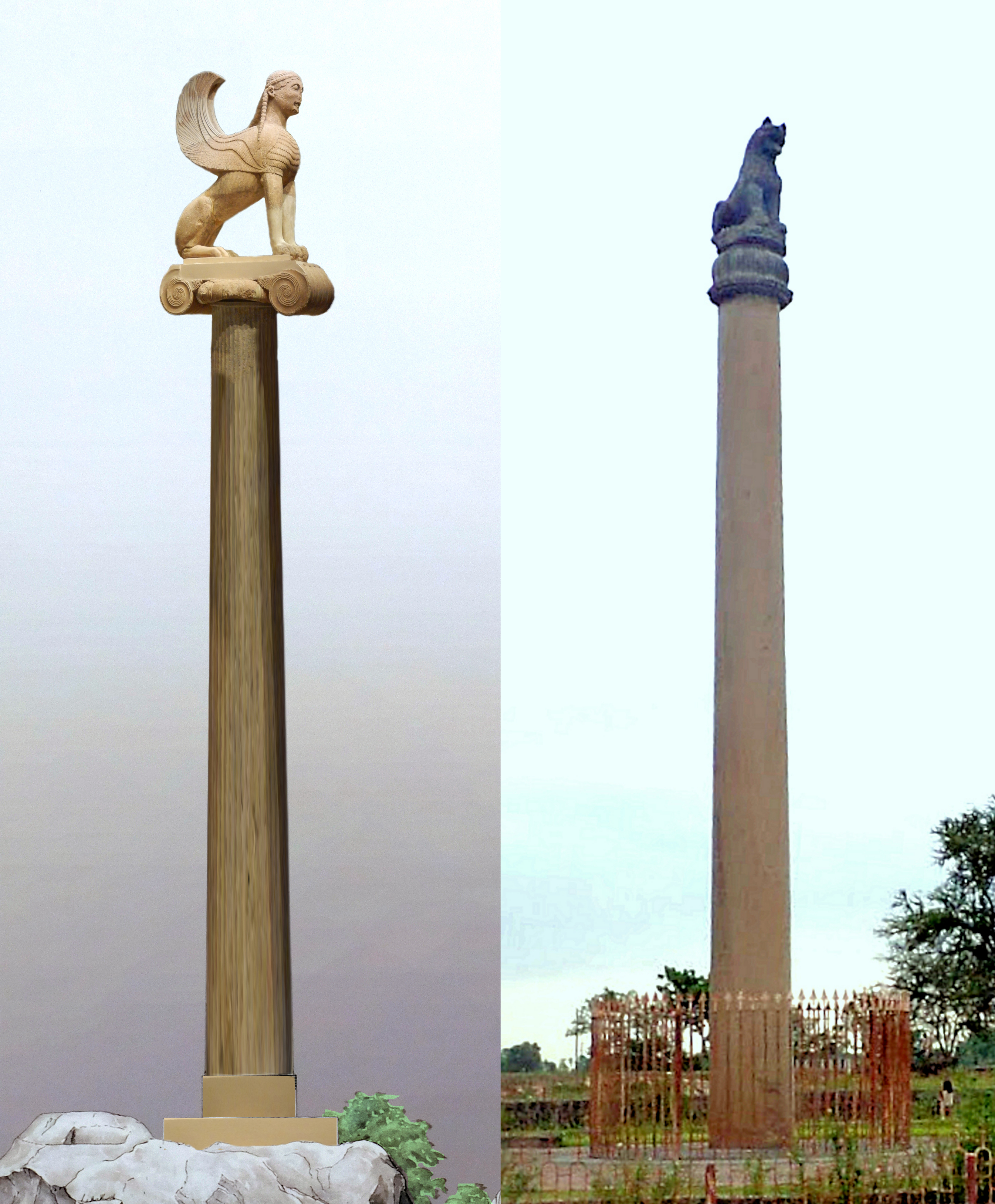
Les colonnes votives grecques telles que le Sphinx de Naxos, Delphes, 560 avant notre ère (à gauche), peuvent avoir influencé la création des piliers d'Ashoka, 250 avant notre ère (ici à Lauria Nandangarh).

Les piliers d'Ashoka ont été construits pendant le règne de l'empire Maurya Ashoka en 250 avant notre ère. Il s'agissait de nouvelles tentatives de maîtrise de l'architecture en pierre, car aucun monument ou sculpture en pierre indien n'est connu avant cette période.
Il reste au total sept chapiteaux, cinq avec des lions, une avec un éléphant et une avec un taureau zébu. L'un d'eux, les quatre lions de Sarnath, est devenu l'emblème d'État de l'Inde. Les chapiteaux animaux sont composés d'une base lotiforme, avec un abaque décoré de motifs floraux, symboliques ou animaliers, surmonté de la représentation réaliste d'un animal, censé représenter chacun une direction traditionnelle en Inde.

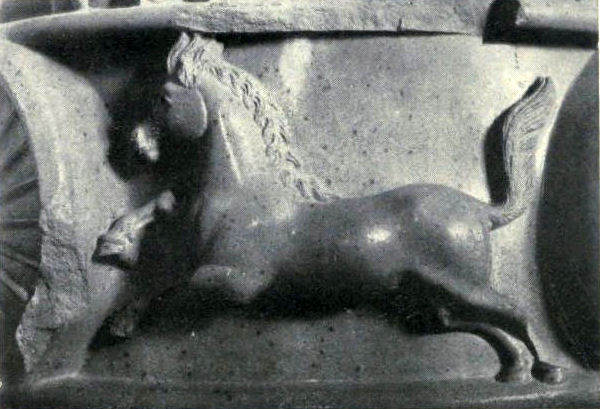
Le motif du cheval sur la chapiteau aux lions de Sarnath d'Ashoka est souvent décrit comme un exemple de réalisme hellénistique.

Diverses influences étrangères ont été décrites dans la conception de ces chapiteaux.
Les colonnes grecques du VIe siècle av. J.-C. telles que le Sphinx de Naxos, une colonne ionique de 12,5 m couronnée par un animal assis dans le centre religieux de Delphes, peuvent avoir été une inspiration pour les piliers d'Ashoka. De nombreuses colonnes similaires couronnées de sphinx ont été découvertes dans la Grèce antique, comme à Sparte, à Athènes ou à Spata, certaines ont été utilisées comme stèles funéraires. Le sphinx grec, un lion au visage de femme, était considéré comme un gardien ayant une force féroce, flanquait souvent les entrées des temples ou des tombes royales. Placer des animaux sur un chapiteau lotiforme rappelle également les colonnes achéménides.
On dit que les animaux, en particulier le cheval de la chapiteau aux lions de Sarnath d'Ashoka ou le taureau du chapiteau de Rampurva, sont typiquement grecs dans le réalisme et appartiennent à un type de traitement hautement réaliste que l'on ne trouve pas en Perse.
Les parties de l'abaque semblent aussi présenter souvent une forte influence de l'art grec : dans le cas du taureau Rampurva ou de l'éléphant Sankassa, il est composé de palmettes a flammes alternées avec des lotus stylisés et de petites rosettes de fleurs. Un type de dessin similaire peut être observé dans la frise du chapiteau perdu du pilier d'Allahabad. Ces dessins sont probablement issus des arts grecs et du Proche-Orient,. Ils seraient probablement venus de l'empire séleucide voisin, et plus précisément d'une ville hellénistique comme Ai-Khanoum, située aux portes de l'Inde.

#### Architecture du temple (IIIesiècleav. J.-C.)
On pense que certains des premiers temples autonomes en Inde étaient de type circulaire, comme le temple Bairat à Bairat, au Rajasthan, formé d'un stupa central entouré d'une colonnade circulaire et d'un mur d'enceinte, construit à l'époque d'Ashoka et près desquels ont été trouvés plusieurs édits mineurs sur rocher. Ashoka a également construit le temple Mahabodhi à Bodh Gaya vers 250 av. J.-C., également une structure circulaire, afin de protéger l'arbre de la Bodhi. Des représentations de cette structure de temple primitive sur un bas-relief de la balustrade du stupa à Bhārhut datant de 100 av. J.-C., ainsi qu'à Sanchi. Ces temples de type circulaire ont également été trouvés dans des grottes creusées dans la roche plus tardives telles que les grottes de Tulja ou Guntupalli.
Il a été suggéré que ces structures circulaires à colonnades pourraient provenir de temples grecs circulaires Tholos, comme dans le Tholos de Delphes, mais des huttes circulaires en bois en Inde auraient également pu être une source d'inspiration.

#### Trône de diamant de Bodh Gaya (IIIesiècleav. J.-C.)

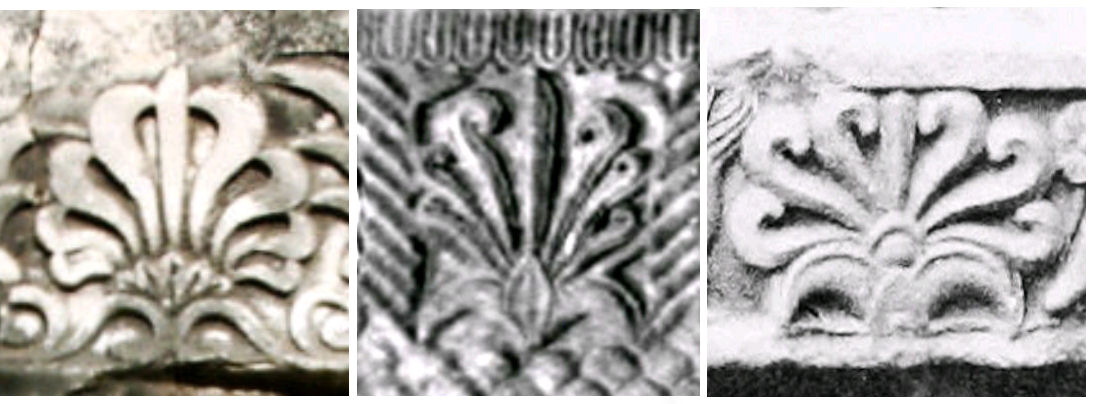
Palmettes à flammes grecques et indiennes. À gauche : palmette à flammes à Didyme, Ionie, vers 300 av J.-C.. Milieu : capitale de Pataliputra, Inde, À droite : le trône de diamant d'Ashoka, Bodh Gaya, Inde, 250 av. J.-C.

Le trône de diamant, ou Vajrasana, est un trône dans le temple Mahabodhi à Bodhgaya, construit par le roi Ashoka c. 260 av. J.-C.. afin de marquer l'endroit où le Bouddha a atteint l'illumination. On pense qu'Ashoka a visité Bodhgaya vers 260 av. J.-C., environ 10 ans après le début de son règne, comme l'explique son Rock Edict numéro VIII.
Le trône de diamant contient des sculptures de chèvrefeuilles et d'oies, qui peuvent également être trouvées sur plusieurs piliers de la capitale d'Ashoka.

#### Moulures décoratives et sculptures

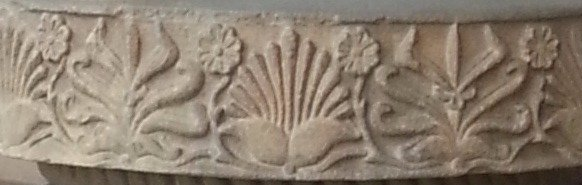
Chapiteau de taureau Rampurva, détail de l'abaque, avec deux palmettes à flammes encadrant un lotus entouré de petites fleurs en rosette.

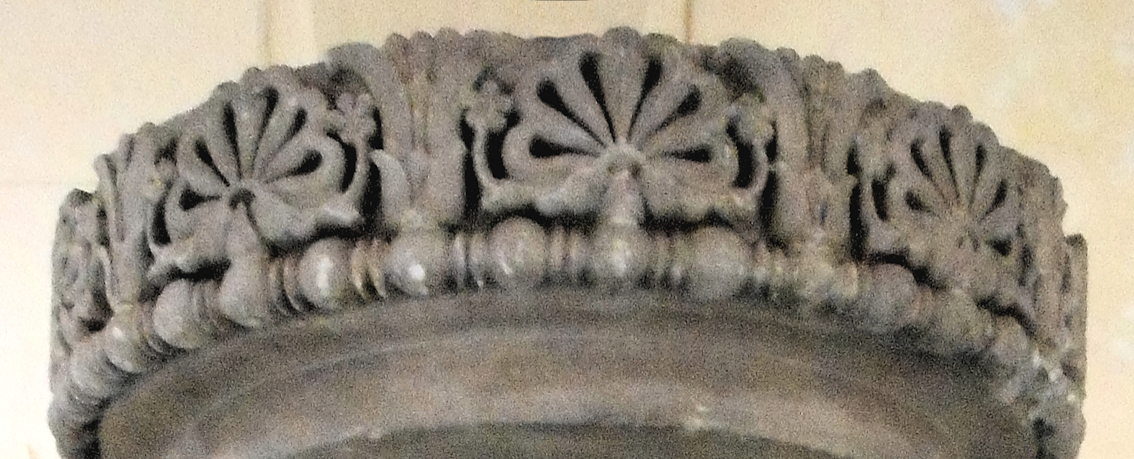
Deux lotus encadrant une palmette à flammes entourée de petites fleurs en rosette, sur une bande de perles et de bobines. Pilier d'Allahabad, vers 250 avant notre ère.

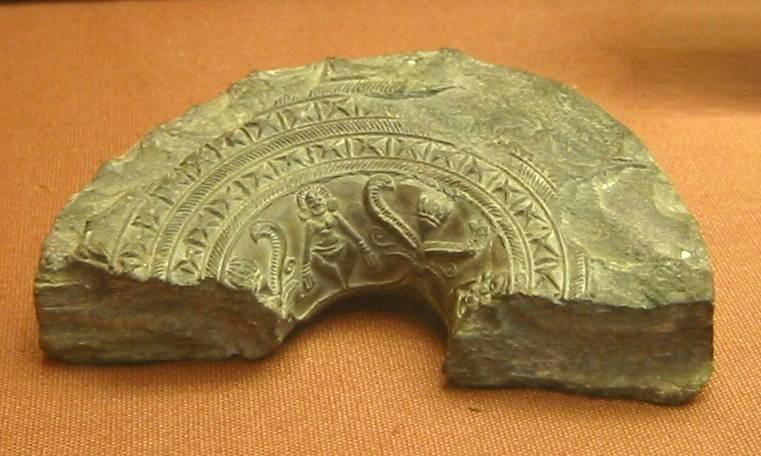
Des motifs hellénistiques de « palmette à flammes » ont également été identifiés sur les anneaux de Maurya, encadrant ici l'image d'une déesse.

##### Palmette à flammes
La palmette à flammes, élément décoratif central du pilier Pataliputra est considérée comme un motif purement grec. La première apparition des « palmettes à flammes » remonte à l'acrotère florale autonome du Parthénon (447–432 av. J.-C.) et un peu plus tard au Temple d'Athéna Nike. Des palmettes à flammes ont ensuite été introduites dans des frises de motifs floraux en remplacement de la palmette régulière. Elles sont largement utilisées dans les frises florales de l'Inde, à commencer par celles les chapiteaux du pilier d'Ashoka, et elles sont probablement issues de l'art grec ou du Proche-Orient. Une palmette à flammes monumentale peut être vue au sommet de la porte Sunga à Bharhut (IIe siècle av. J.-C.).

##### Combinaisons botaniques
Selon Boardman, bien que les frises de lotus ou de palmettes étaient connues en Mésopotamie plusieurs siècles auparavant, la combinaison contre nature de divers éléments botaniques qui n'ont aucun rapport entre eux à l'état sauvage, tels que la palmette, le lotus et parfois les fleurs en rosette, est une innovation purement grecque, qui a ensuite été adoptée à une échelle géographique bien plus large.

##### Perle et bobine
Selon l'historien de l'art John Boardman, le motif des perles et des bobines a été entièrement développé en Grèce à partir de motifs dérivés des techniques de tournage utilisées pour le bois et le métal, et a été utilisé pour la première fois dans la sculpture sur pierre en Grèce au VIe siècle av. J.-C. Le motif s'est ensuite répandu en Perse, en Égypte, dans le monde hellénistique, et jusqu'en Inde où il se trouve sur l'abaque de chapiteaux de certains des piliers d'Ashoka ou de chapiteaux Pataliputra.

### Influence sur la statuaire monumentale

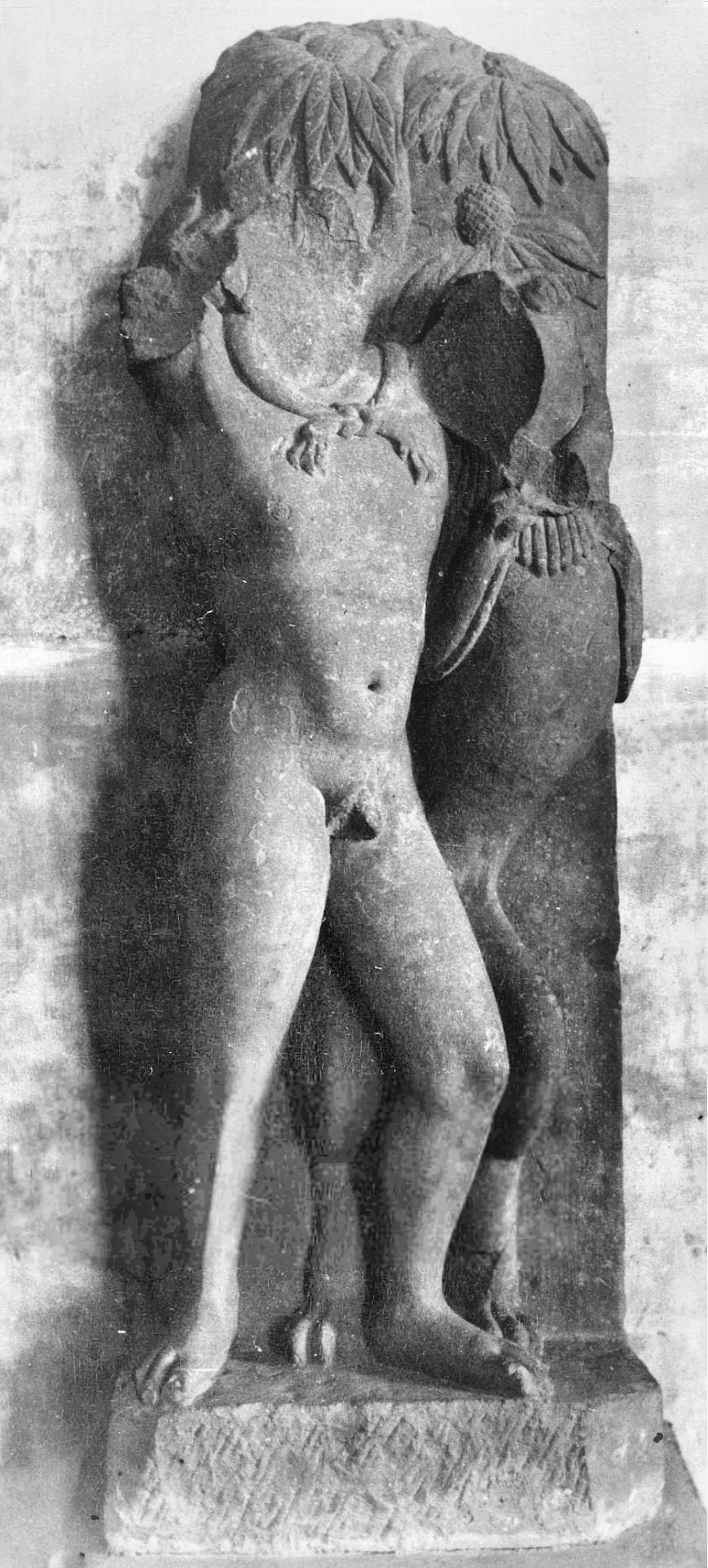
Le Mathura Herakles. Une statue d'Héraclès étranglant le lion de Némée, de Mathura. Aussi:. Musée indien de Kolkota.

Les arts hellénistiques peuvent avoir eu une influence dans la statuaire primitive (périodes Mauryan et Sunga). Quelques Yakshas monumentaux sont considérés comme les premières statues autoportantes en Inde. Le traitement de la robe surtout, avec des lignes de plis géométriques, est considéré comme une innovation hellénistique. Il n'y a pas d'exemple antérieur connu d'une telle statuaire en Inde, et ils ressemblent étroitement au maniérisme grec archaïque tardif qui aurait pu être transmis à l'Inde par la Perse achéménide. Ce motif apparaît à nouveau dans les œuvres Sunga de Bharhut, en particulier sur une représentation d'un soldat étranger, mais le même traitement de la robe est également visible sur des personnages purement indiens.
Dans certains cas, une nette influence de l'art du Gandhara peut également être ressentie, comme dans le cas de la statue hellénistique d'Héraclès étranglant le lion de Némée, découverte à Mathura, et maintenant au Musée indien de Kolkota, ainsi que des scènes bacchanales,,. Bien qu'inspiré de l'art du Gandhara, le portrait d'Héraclès n'est pas parfaitement exact et peut montrer un manque de compréhension du sujet, car Héraclès est déjà montré portant la peau du lion qu'il combat,.

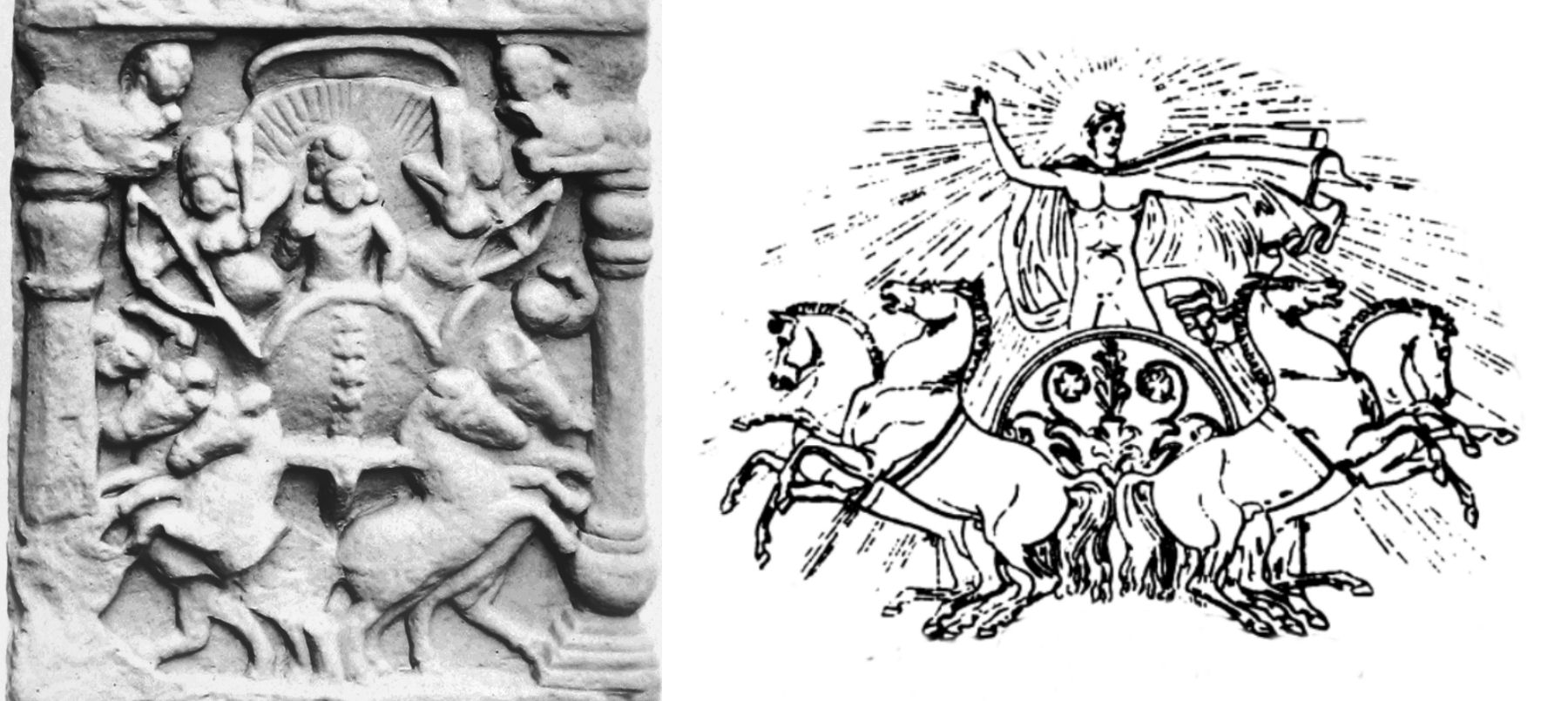
Comparaison du relief en quadrige de Bodh Gaya de Surya (à gauche) et exemple classique de Phoebus Apollon sur quadrige (à droite).

Un célèbre relief de Bodhgaya montrant le dieu indien Surya sur un quadrige est également souvent mentionné comme un exemple possible de l'influence hellénistique sur l'art indien,. La représentation de Surya est en effet très similaire à certains reliefs grecs d'Apollon sur son char à cheval quadrige. D'autres auteurs soulignent l'influence de la monnaie gréco-bactrienne dans laquelle apparaissent parfois des scènes de quadrige similaires, comme sur la monnaie de Platon de Bactriane.

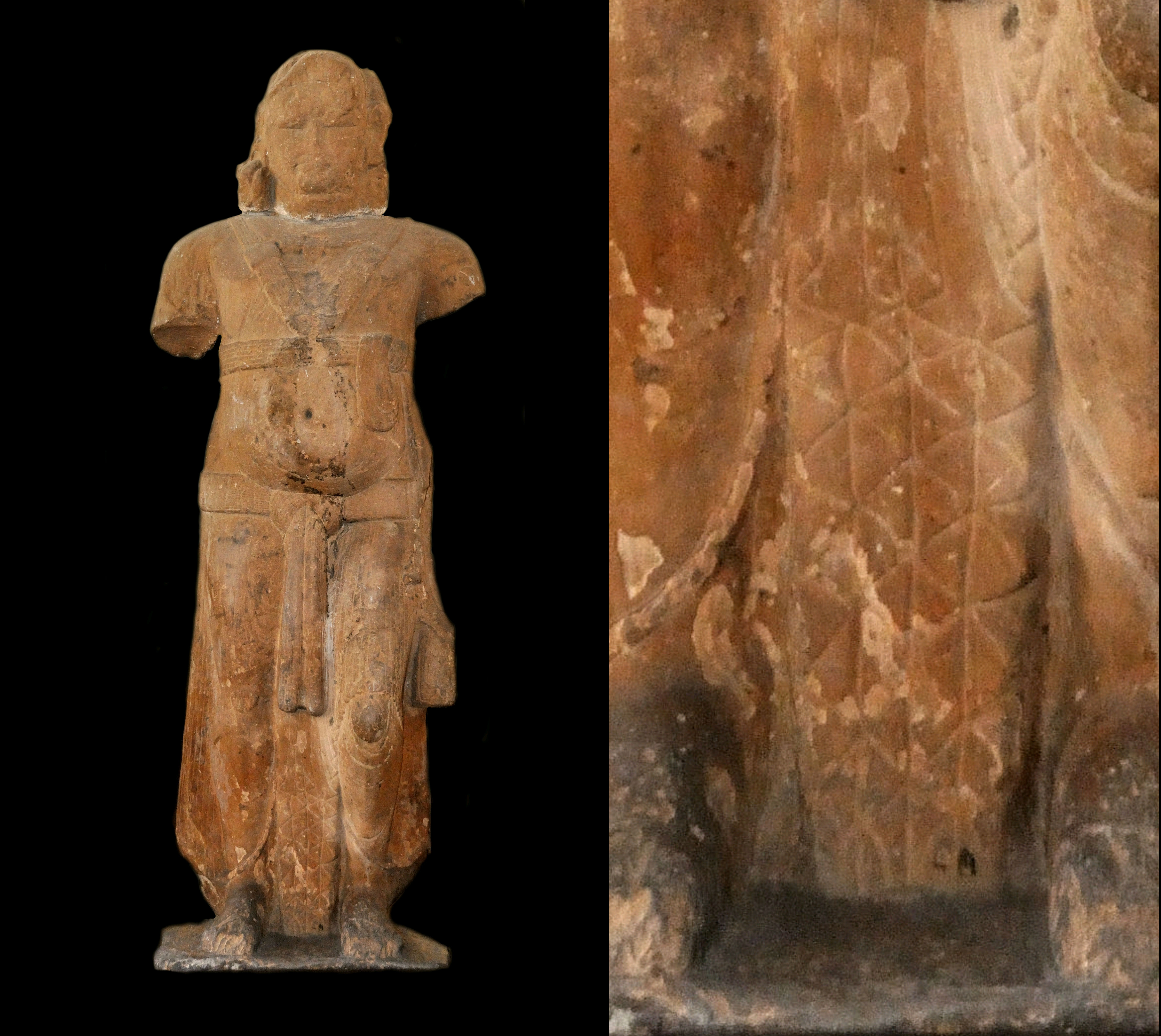
Yaksha Manibhadra, Parkham près de Mathura avec détail de la robe à plis géométriques de l'ourlet.
Sculpture de femme de l'antique Braj-Mathura v. IIe siècle av. J.-C.

### Premières représentations visuelles de divinités indiennes

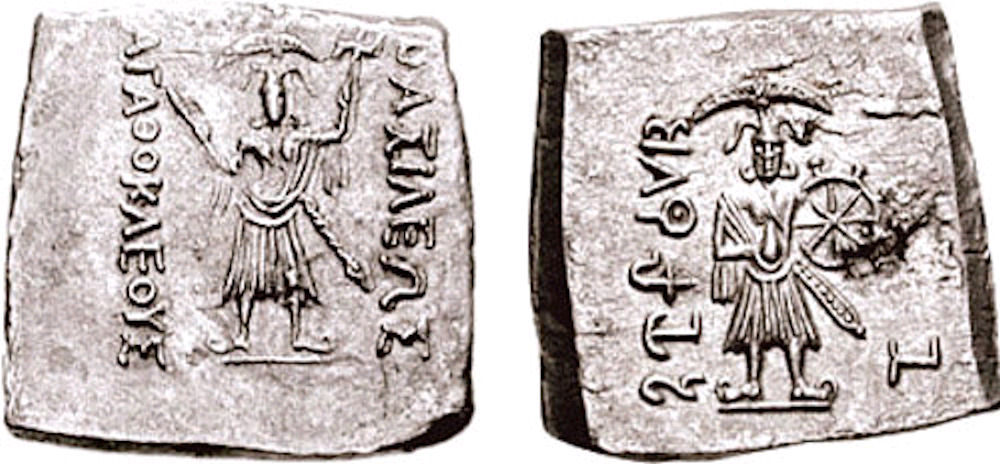
Pièce du roi gréco-bactrien Agathoclès avec des divinités hindoues : Vasudeva - Krishna et Balarâma - Samkarshana.

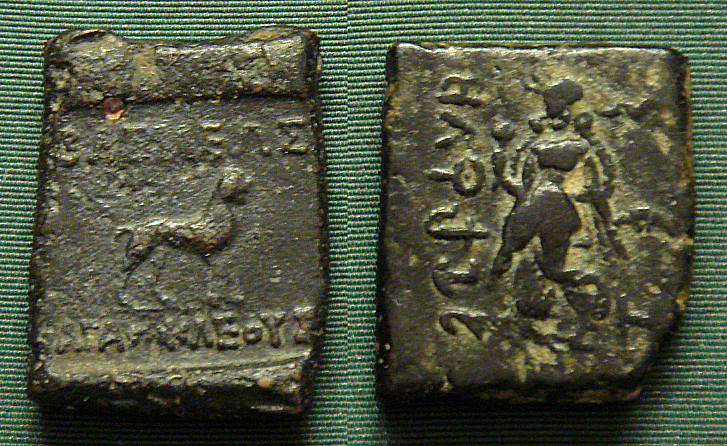
Monnaie indienne d'Agathoclès, avec lion bouddhiste et femme dansante tenant le lotus, possible déesse indienne Lakshmi, une déesse de l'abondance et de la fortune pour les bouddhistes.

L'un des derniers rois gréco-bactriens, Agathoclès de Bactriane (190-180 av. J.-C.), a émis de remarquables pièces carrées aux normes indiennes portant les premières représentations connues de divinités indiennes. Elles ont été interprétées de diverses manières comme Vishnou, Shiva, Vasudeva, Bouddha ou Balarâma. Au total, six drachmes en argent de type indien au nom d'Agathoclès ont été découvertes à Ai-Khanoum en 1970,,. On pense également que d'autres pièces d'Agathoclès représentent le lion bouddhiste et la déesse indienne Lakshmi. La monnaie indienne d'Agathoclès est rare mais surprenante. Ces pièces démontrent au moins la volonté des rois grecs de représenter des divinités d'origine étrangère. Le dévouement d'un envoyé grec au culte de Garuda au pilier Héliodore à Besnagar pourrait également indiquer un certain niveau de syncrétisme religieux.

## Influence directe dans le nord-ouest de l'Inde (180av. J.-C.- 20apr. J.-C.)
La période indo-grecque (180 av. J.-C. - 20 apr. J.-C.) est une époque où les Grecs de Bactriane se sont établis directement dans les parties nord-ouest du sous-continent indien après la chute de l'empire Maurya et sa prise de contrôle par les Sunga.

### Édifices religieux

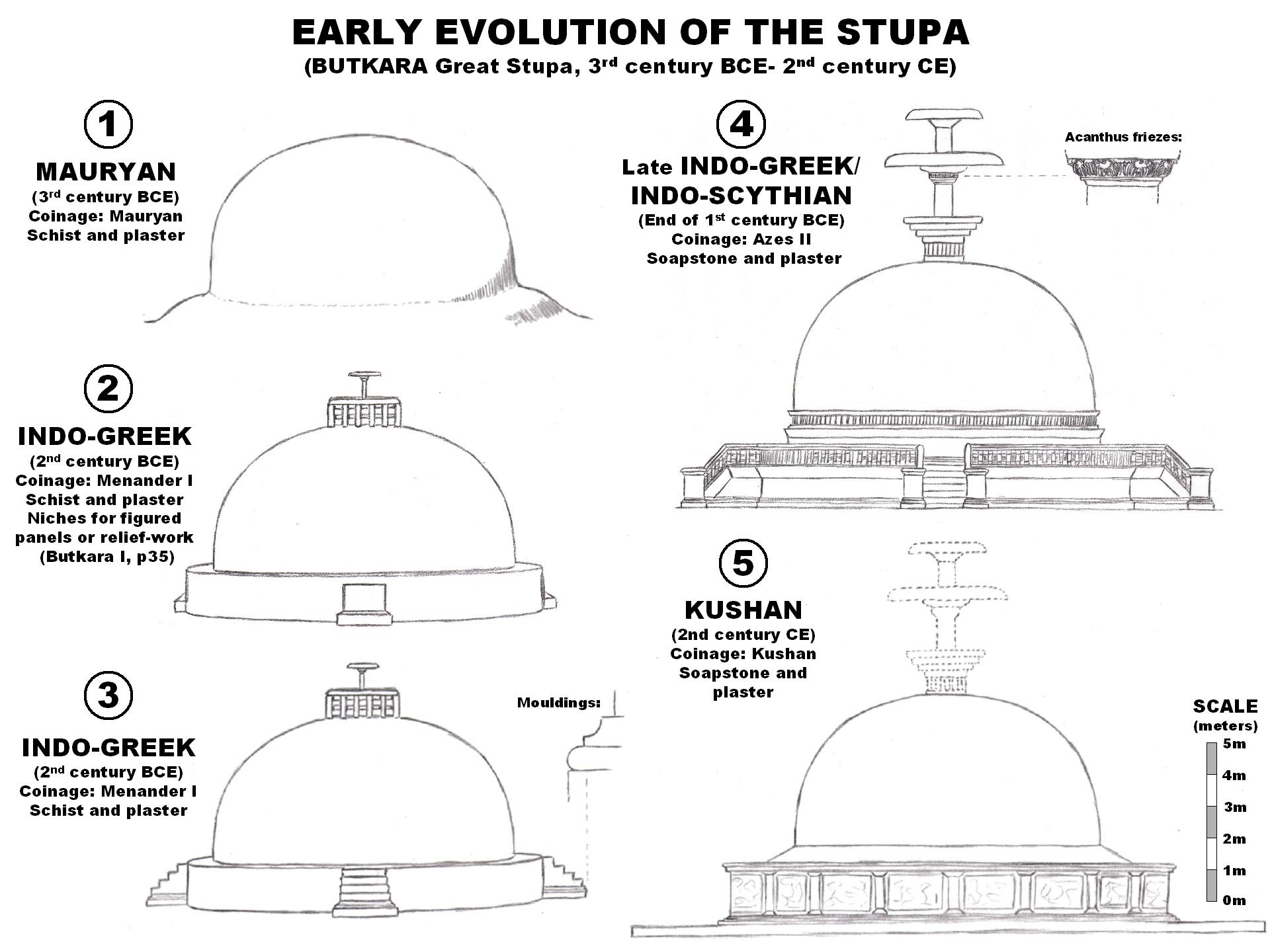
Le stupa Butkara a été renforcé et décoré à partir de la période indo-grecque.

Les territoires indo-grecs semblent avoir été fortement convertis au bouddhisme. De nombreux stupas, érigés à l'époque d'Ashoka, ont ensuite été renforcés et embellis pendant la période indo-grecque, à l'aide d'éléments de la sculpture hellénistique. Une analyse archéologique détaillée a été faite notamment au stupa de Butkara qui a permis de définir précisément ce qui avait été fait pendant la période indo-grecque, et ce qui est arrivé plus tard. Les Indo-Grecs sont connus pour les ajouts et les niches, les escaliers et les balustrades dans le style architectural hellénistique. Ces efforts se poursuivront ensuite pendant les périodes indo-scythes et kushan.

### Les Grecs dans les reliefs de pierre indiens
De nombreuses représentations de Grecs sont connues de la région de Gandhara. Les reliefs de Buner en particulier ont certaines des représentations les plus claires de fêtards et de fidèles en tenue grec.

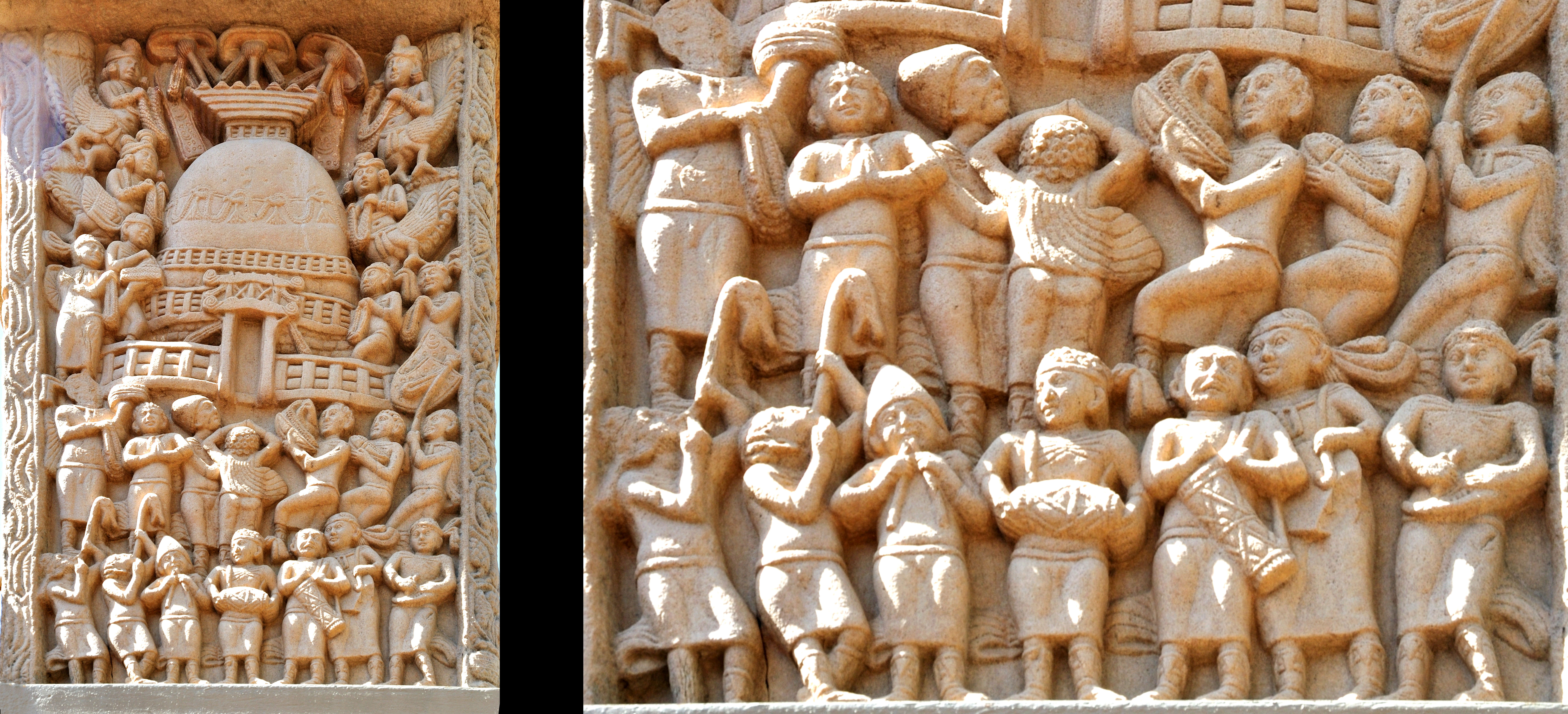
Dévots et musiciens étrangers sur la porte nord du Stupa I, Sanchi.

Les monuments bouddhistes au cœur de l'Inde ont également de telles représentations. Certaines des frises de Sanchi montrent des fidèles en costume grec. Les hommes sont représentés avec des cheveux courts et bouclés, souvent tenus ensemble avec un bandeau similaire à ceux couramment observé sur les pièces de monnaie grecques. Les vêtements sont également grecs, avec des tuniques, des capes et des sandales, typiques du costume de voyage grec. Les instruments de musique sont également assez caractéristiques, comme la double flûte appelée aulos. Des cornes en forme de carnyx sont également visibles. Ils sont tous en train de célébrer une fête à l'entrée du stupa. Ces hommes seraient des étrangers du nord-ouest de l'Inde visitant le Stupa, peut-être des Mallas, des Sakas ou des Indo-Grecs.
Les inscriptions des donateurs de Yavana à Sanchi dont trois sont connues avec la plus claire qui se lit « Setapathiyasa Yonasa danam » (« Don du Yona de Setapatha »), Setapatha étant une ville hypothétique.

Un autre étranger assez semblable est également représenté à Bharhut, le Bharhut Yavana, il porte également une tunique et un bandeau royal à la manière d'un roi grec, et affichant une triratna bouddhiste sur son épée,.

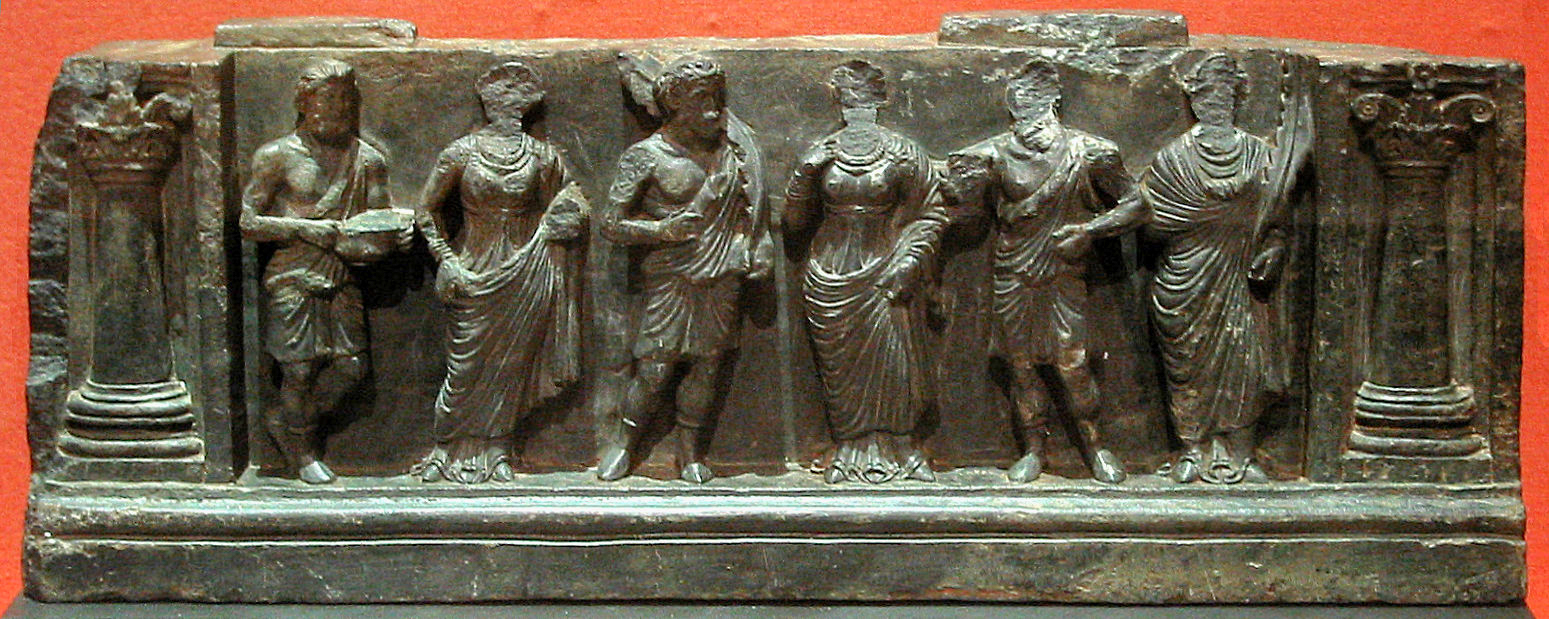
Grecs célébrant, reliefs de Buner, Musée Victoria et Albert .
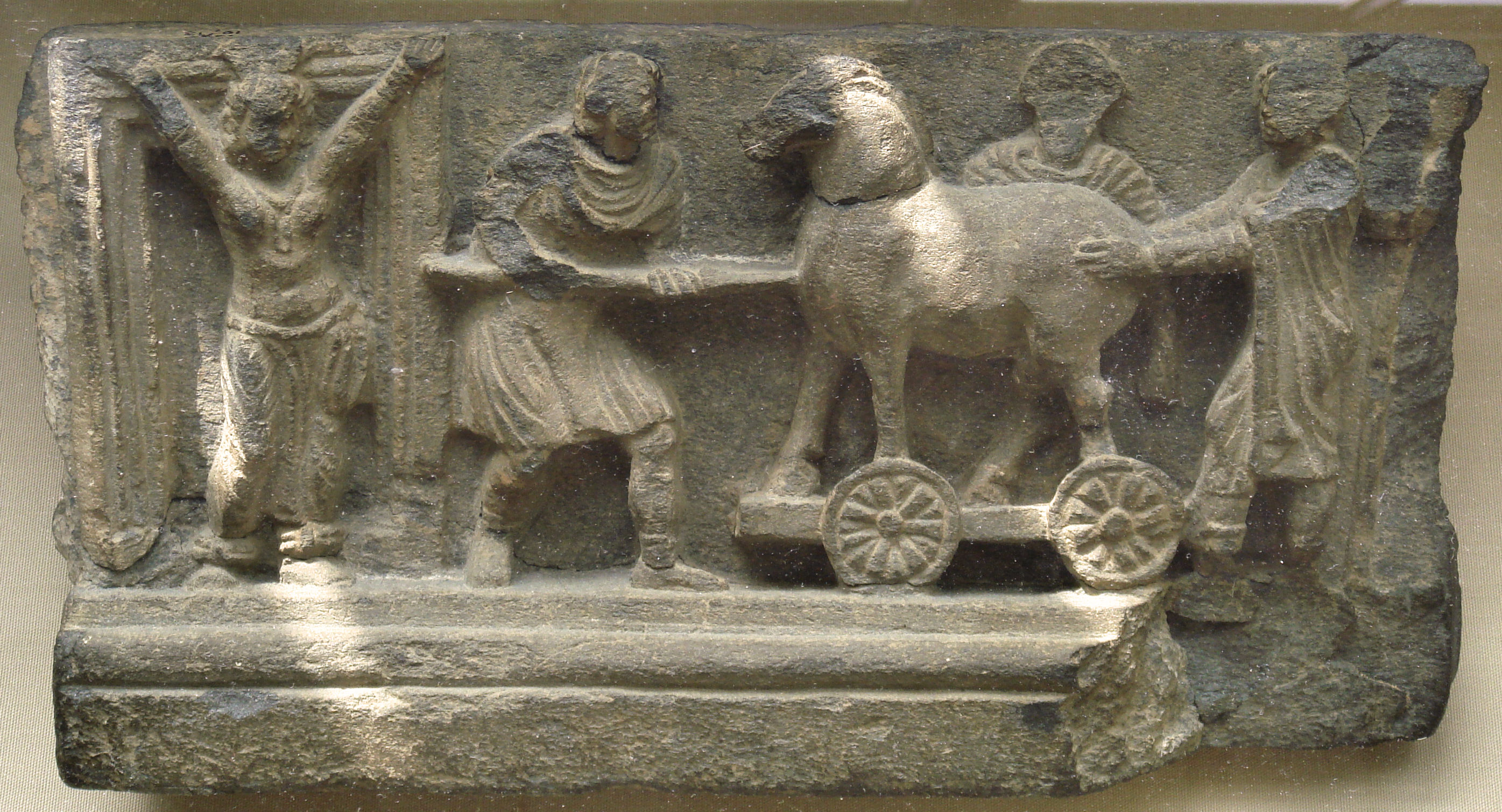
L'histoire du cheval de Troie dans l'art du Gandhara. Musée britannique .
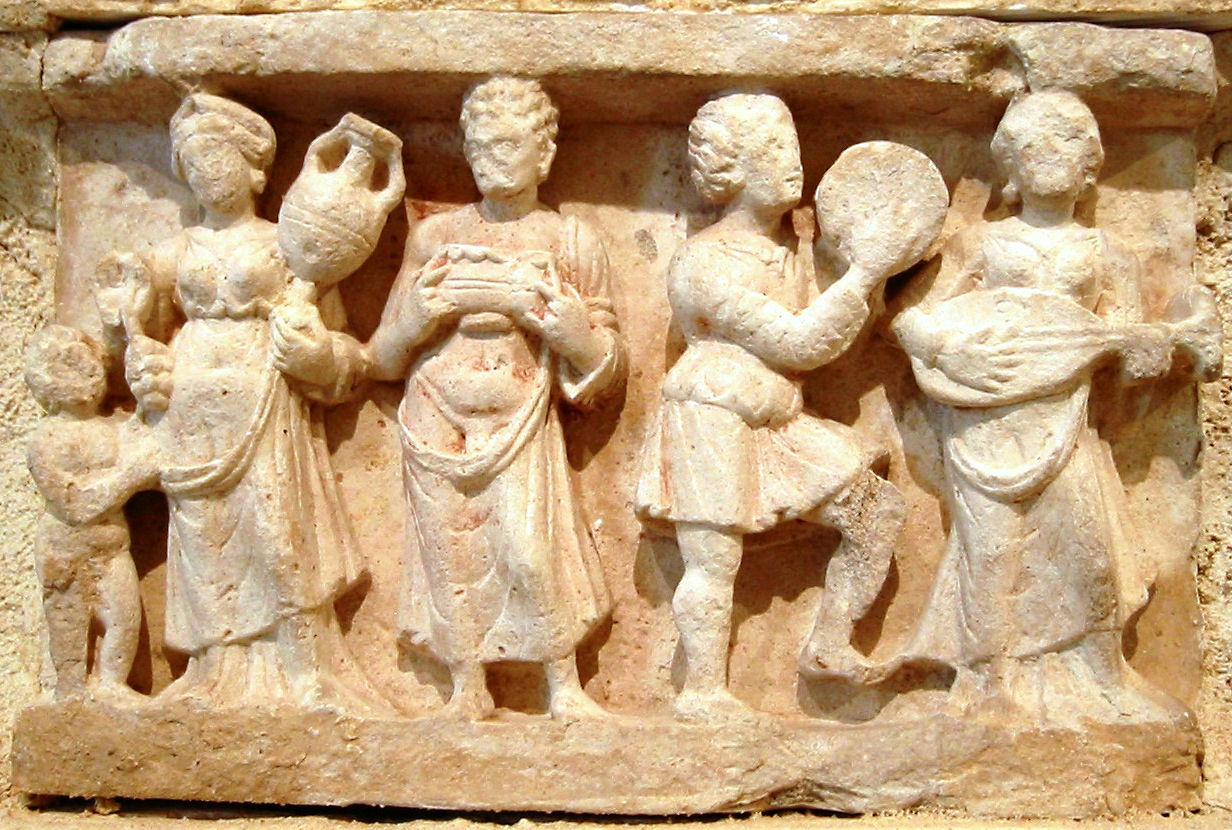
Vêtements grecs, amphores, vin et musique (Détail de Chakhil-i-Ghoundi stupa, Hadda).
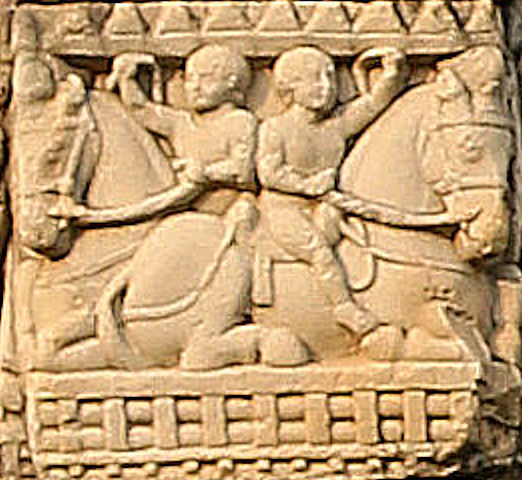
Cavaliers étrangers, porte sud de Stupa 3, Sanchi.
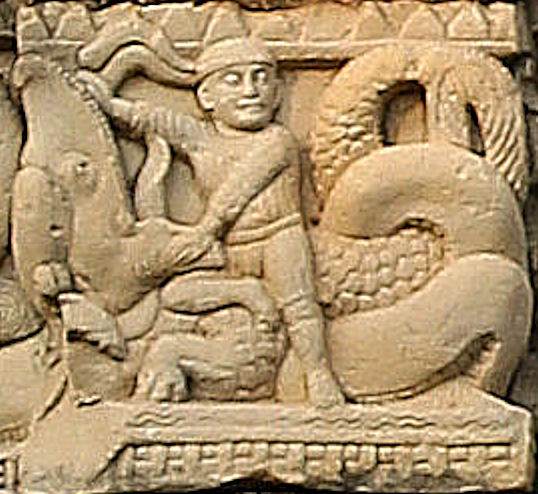
Étranger combattant un Makara, porte sud de Stupa 3, Sanchi.
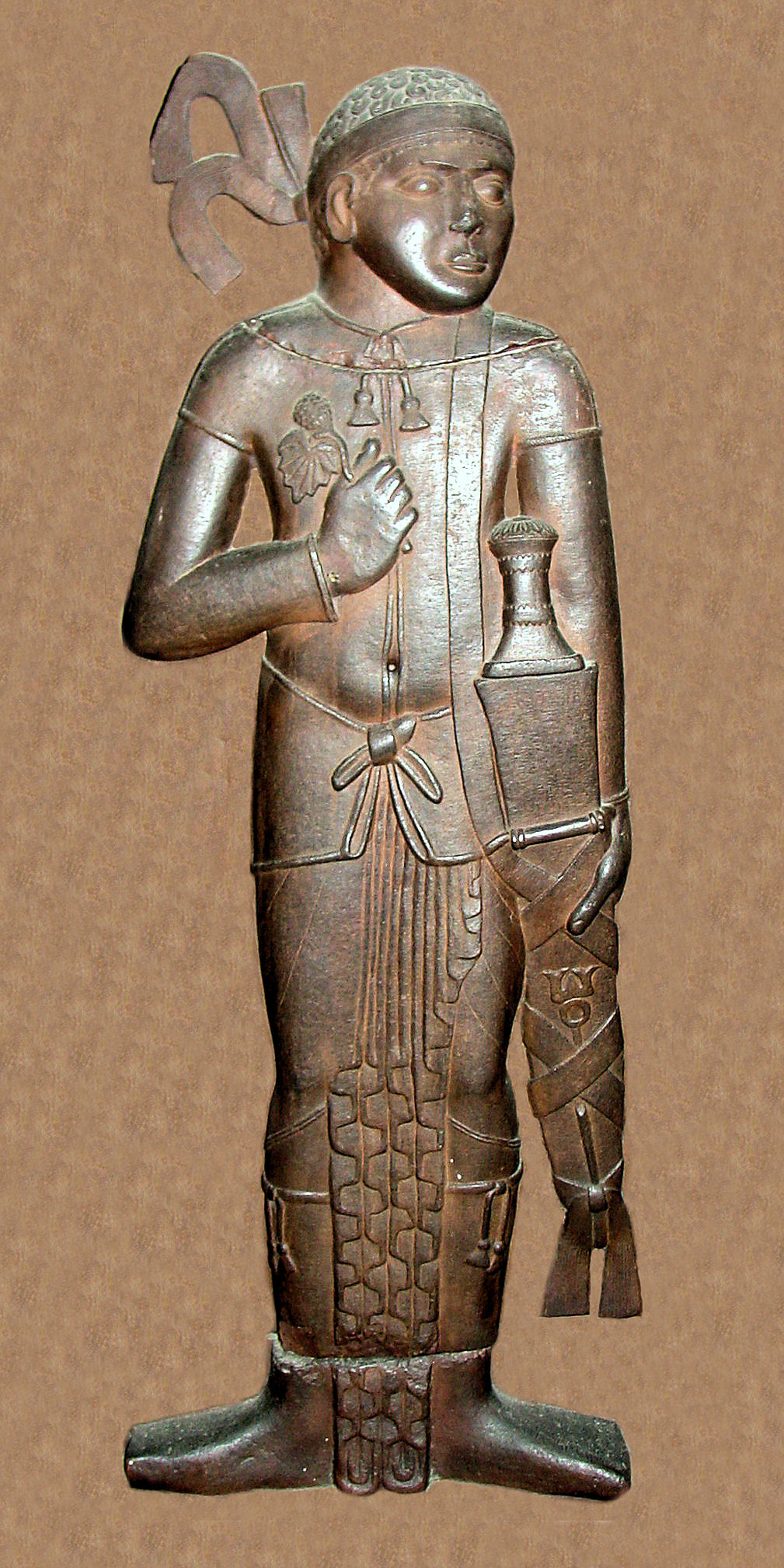
Le Yavana au Bharhut Stupa.

### Représentation du Bouddha sous forme humaine

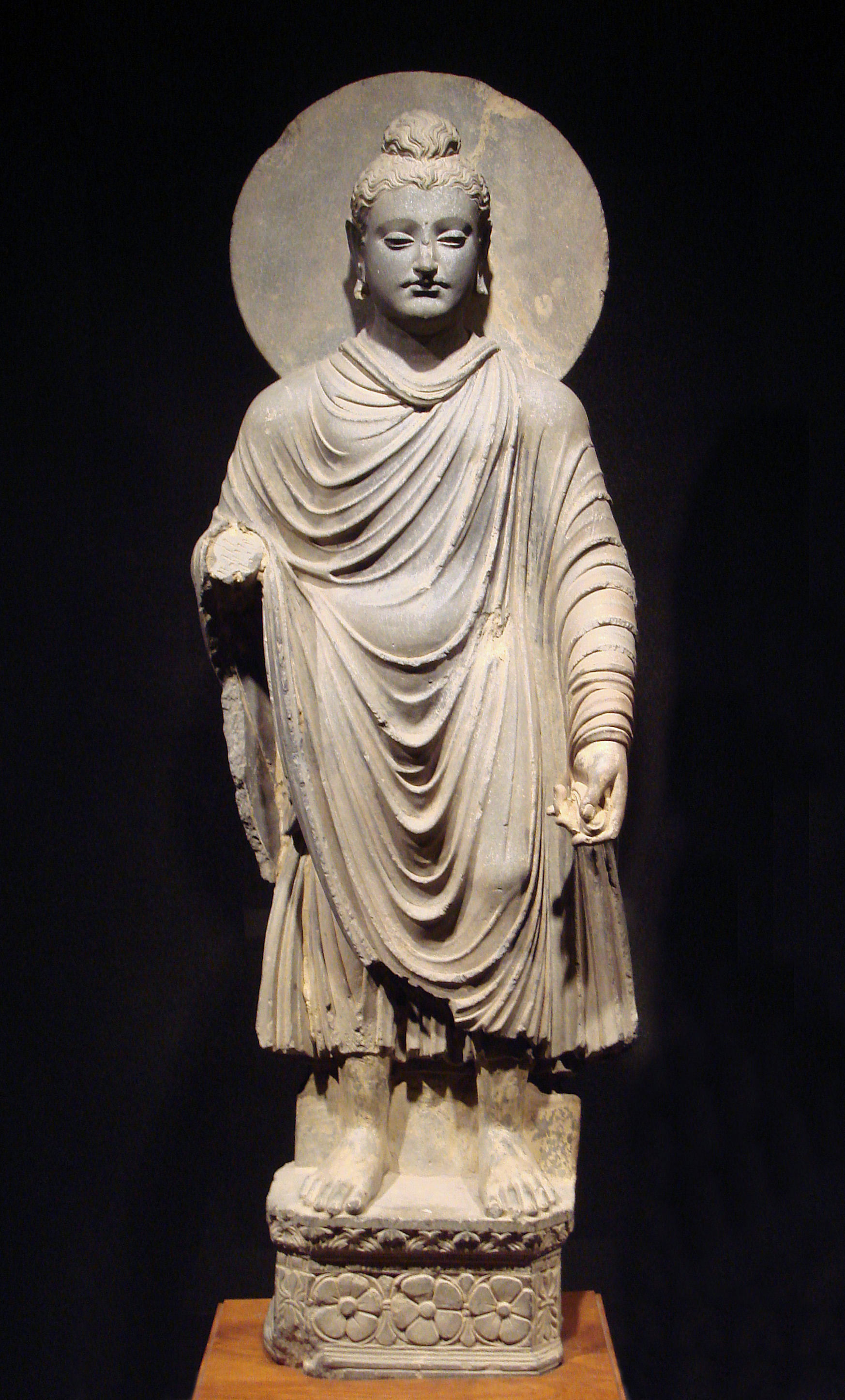
Bouddha Gautama de style gréco-bouddhiste,, Gandhara (Afghanistan oriental moderne).

De nombreux artefacts grecs ont été trouvés dans la ville de Sirkap, près de Taxila et à Sagala, deux ville du Pakistan moderne. Sagala se trouvant à 10 km de la frontière avec l'Inde. Sirkap a été fondée en tant que capitale du royaume indo-grec et a été aménagée sur le plan de la ville grecque hippodamienne ; Sagala était également une capitale indo-grecque. Les personnages en costume grec sont identifiées sur de nombreuses frises.
Bien qu'il y ait encore un débat, les premières représentations anthropomorphiques du Bouddha lui-même sont souvent considérées comme le résultat de l'interaction gréco-bouddhiste. Avant cette innovation, l'art bouddhiste était aniconique, le Bouddha n'étant représenté qu'à travers ses symboles (un trône vide, l'arbre Bodhi, les empreintes de pas de Bouddha, le Dharmachakra ).
Ne se sentant probablement pas liés par ces restrictions, et en raison de « leur culte de la forme, les Grecs ont été les premiers à tenter une représentation sculpturale du Bouddha ». Dans de nombreuses régions du monde antique, les Grecs ont développé des divinités syncrétiques, qui pourraient devenir un foyer religieux commun pour des populations de traditions différentes : Par exemple Serapis, introduit par Ptolémée I Soter en Égypte, qui combinait des aspects du Dieu égyptien et du dieu grec. En Inde également, il était naturel pour les Grecs de créer une seule divinité commune en combinant l'image d'un dieu-roi grec ( Apollon, avec les caractéristiques physiques traditionnelles du Bouddha).
Certains auteurs ont fait valoir que le traitement sculptural grec de la robe a été adopté pour le Bouddha et les bodhisattvas dans toute l'Inde. C'est, encore aujourd'hui, une caractéristique de nombreuses sculptures bouddhistes jusqu'en Chine et au Japon.

### Monnaie

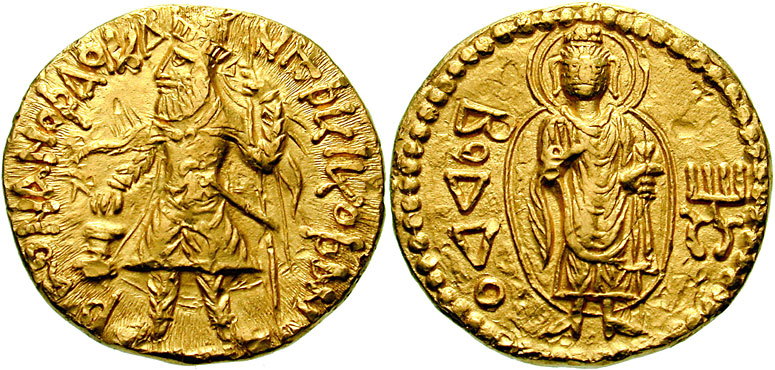
Pièce d'or de Kanishka, avec une représentation du Bouddha, avec la légende « Boddo» en écriture grecque ; Ahin Posh.

La monnaie indo-grecque est riche et variée et contient certaines des plus belles pièces de monnaie de l'Antiquité. Son influence sur la monnaie indienne était considérable. L'écriture grecque a été largement utilisée sur les pièces de monnaie pendant de nombreux siècles, tout comme l'habitude de représenter un souverain à l'avers, souvent de profil, et des divinités au revers. Les satrapes occidentaux, une dynastie occidentale d'origine étrangère, a adopté des conceptions indo-grecques. Les Kushan (Ier et IVe siècles) ont utilisé l'écriture grecque et les divinités grecques sur leur monnaie. Même aussi tard que l'Empire Gupta (IVe et VIe siècles), Kumaragupta I a émis des pièces avec une imitation de l'écriture grecque.

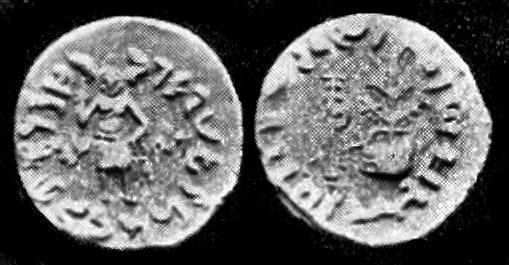
Pièce des Audumbaras influencée par les styles de pièces indo-grecques. IIe siècle av. J.-C.
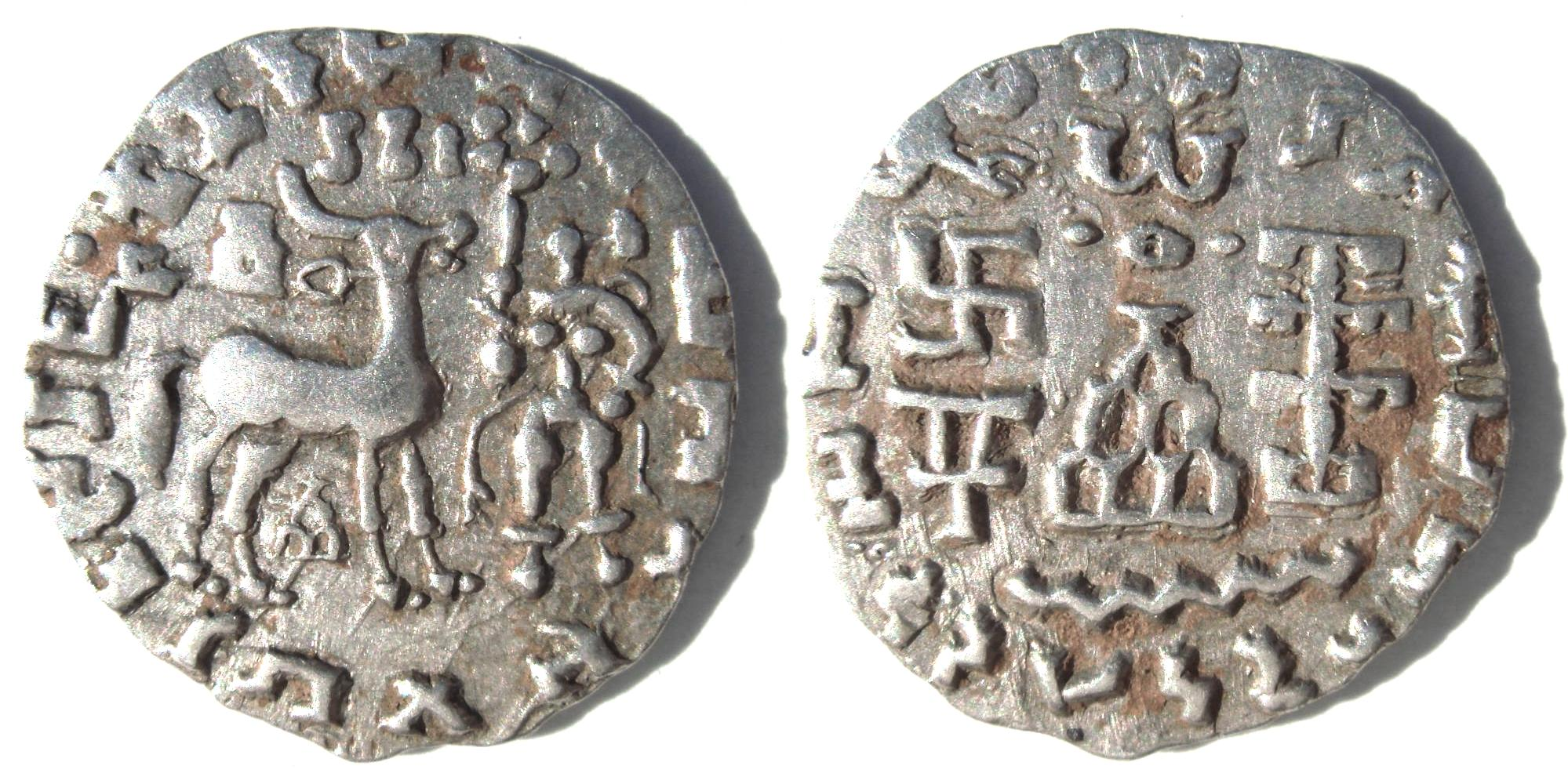
Pièce des Kunindas influencée par les styles de pièces indo-grecs. IIe siècle av. J.-C.
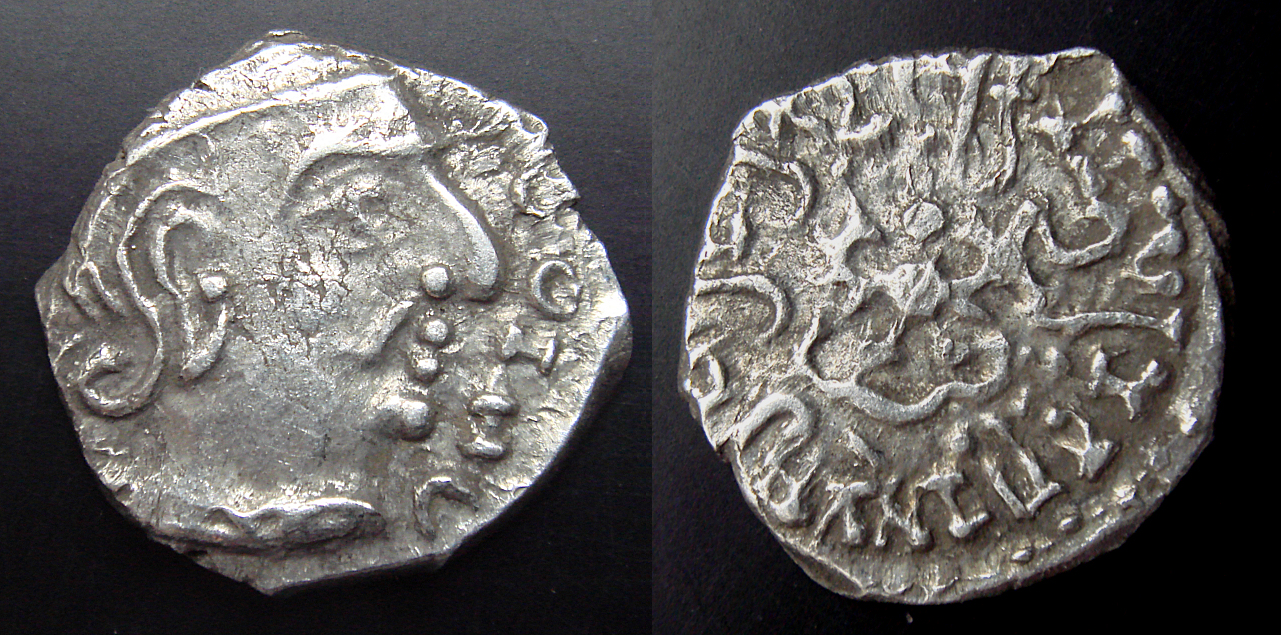
Pièce de monnaie de Gupta Chandragupta II avec légende pseudo-grecque à l'avers. IVe siècle av. J.-C.

## Héritage artistique gréco-bouddhiste (Iersiècleav. J.-C.-VIIesiècle)

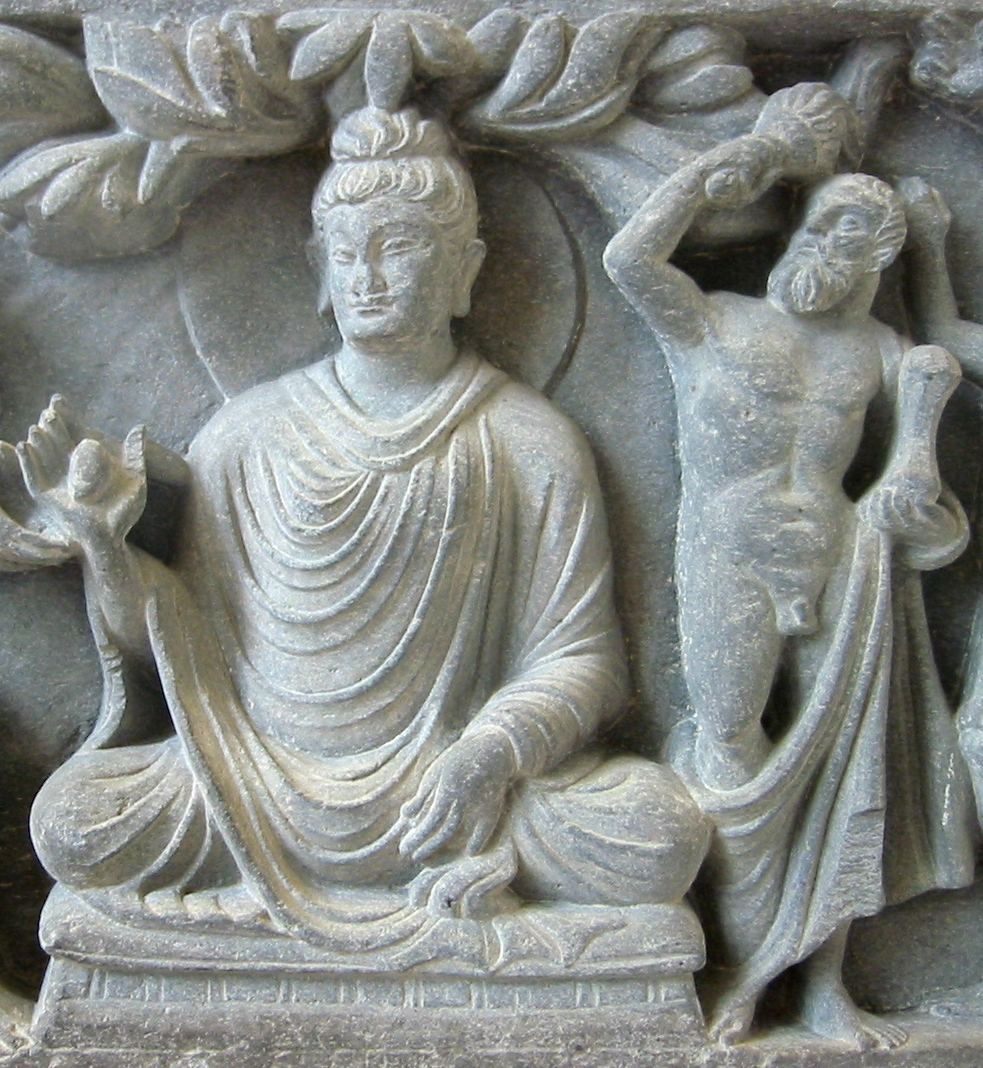
Représentation de l'Heracles de Vajrapani comme le protecteur du Bouddha, IIe siècle Gandhara, British Museum.
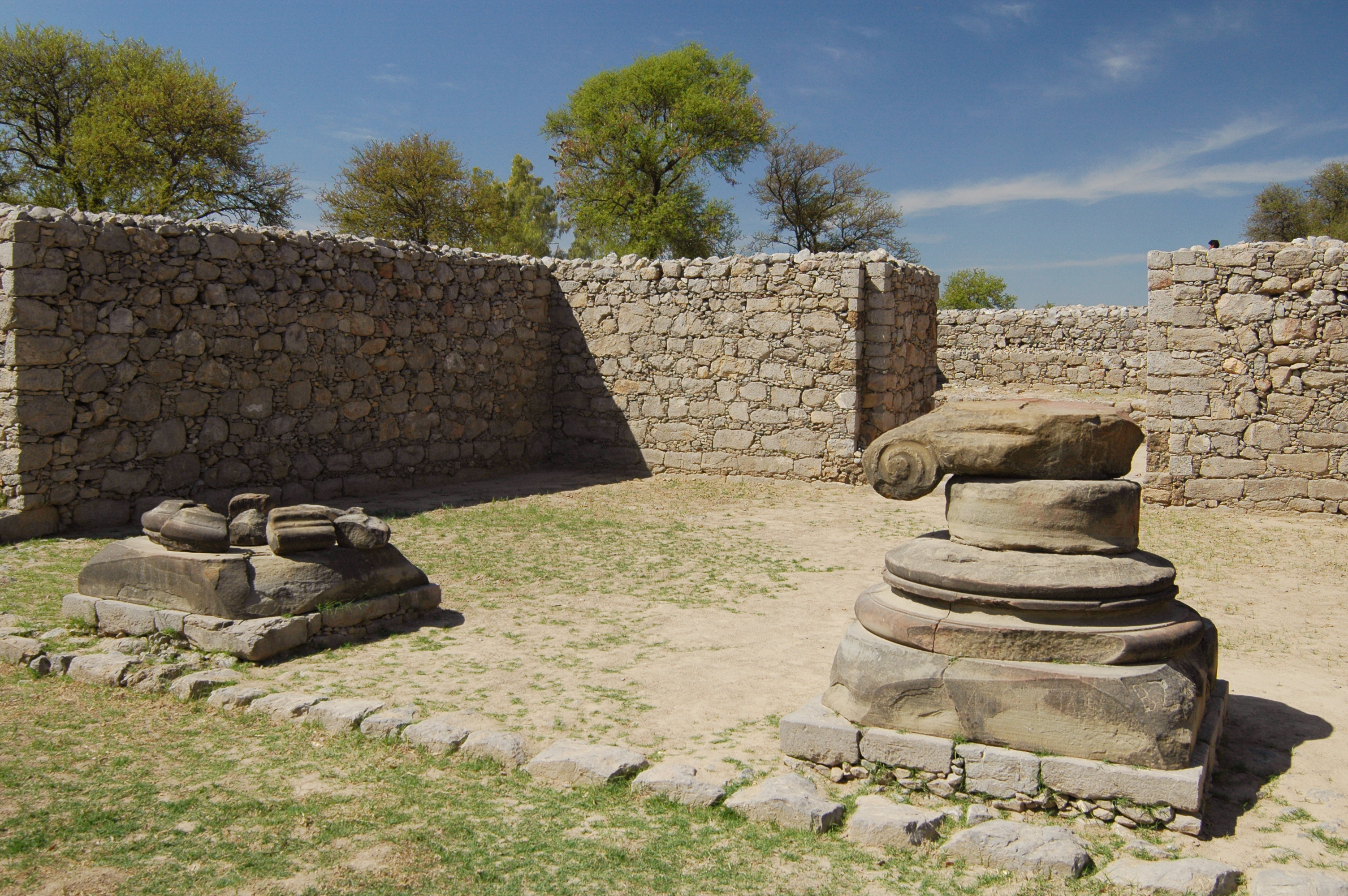
Temple hellénistique avec colonnes ioniques à Jandial, Taxila.
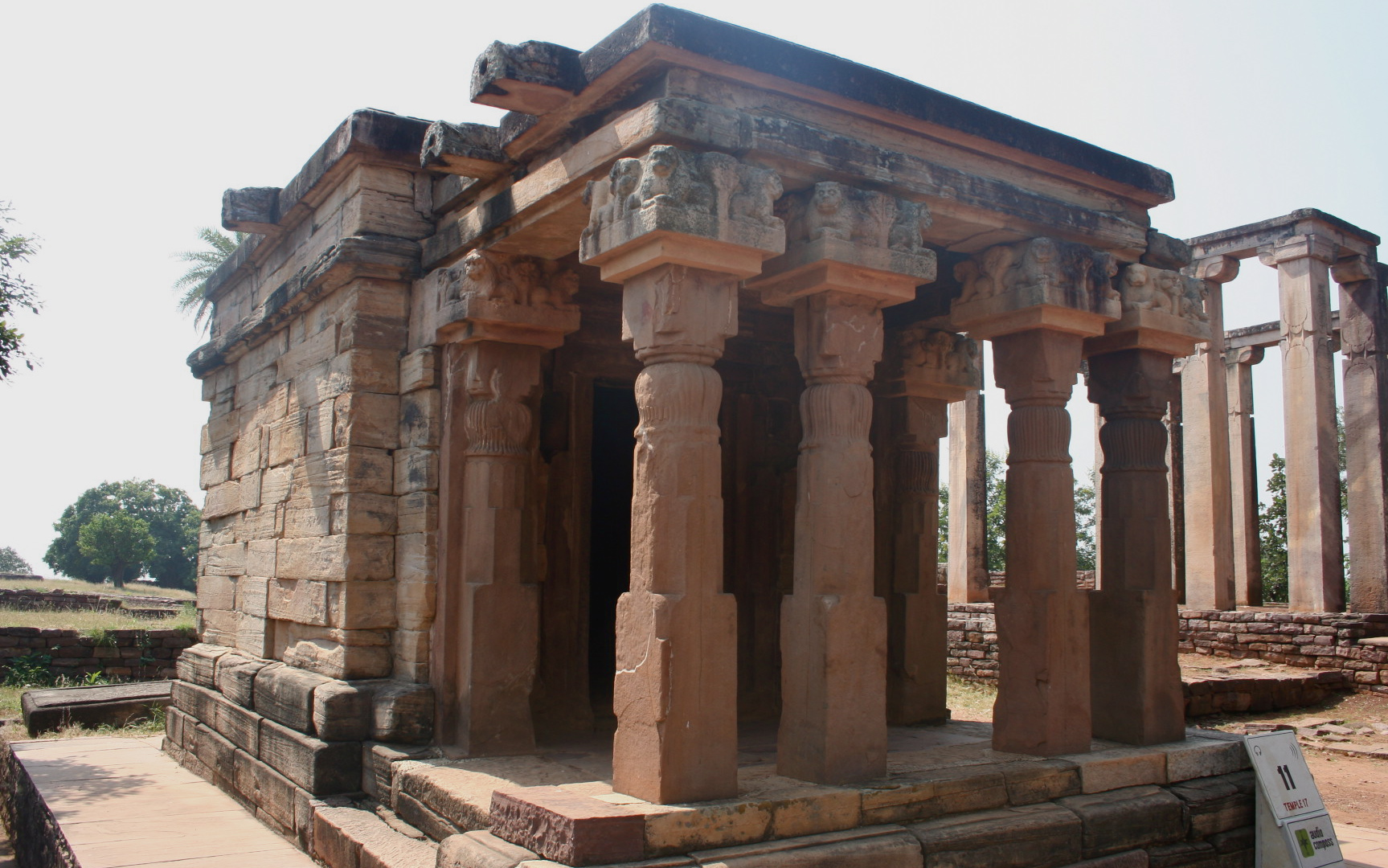
Un temple tétrastyle de la période Gupta du début de la période Gupta d'apparence presque classique à Sanchi, un exemple d'architecture bouddhiste[63].

Le plein épanouissement de l'art gréco-bouddhiste semble être postérieur au royaume indo-grec, bien qu'il ait été suggéré que des artisans et des artistes grecs individuels ont probablement continué à travailler pour les nouveaux maîtres. C'est apparemment sous le règne des Indo-Scythes, des Indo-Parthes et des Kushans que l'art gréco-bouddhiste a évolué pour devenir une forme d'art dominante dans le nord-ouest du sous-continent indien. Le fait que d'autres régions de l'Inde, en particulier celle de Mathura aient reçu l'influence de l'école gréco-bouddhiste reste un sujet de débat.

## Critique

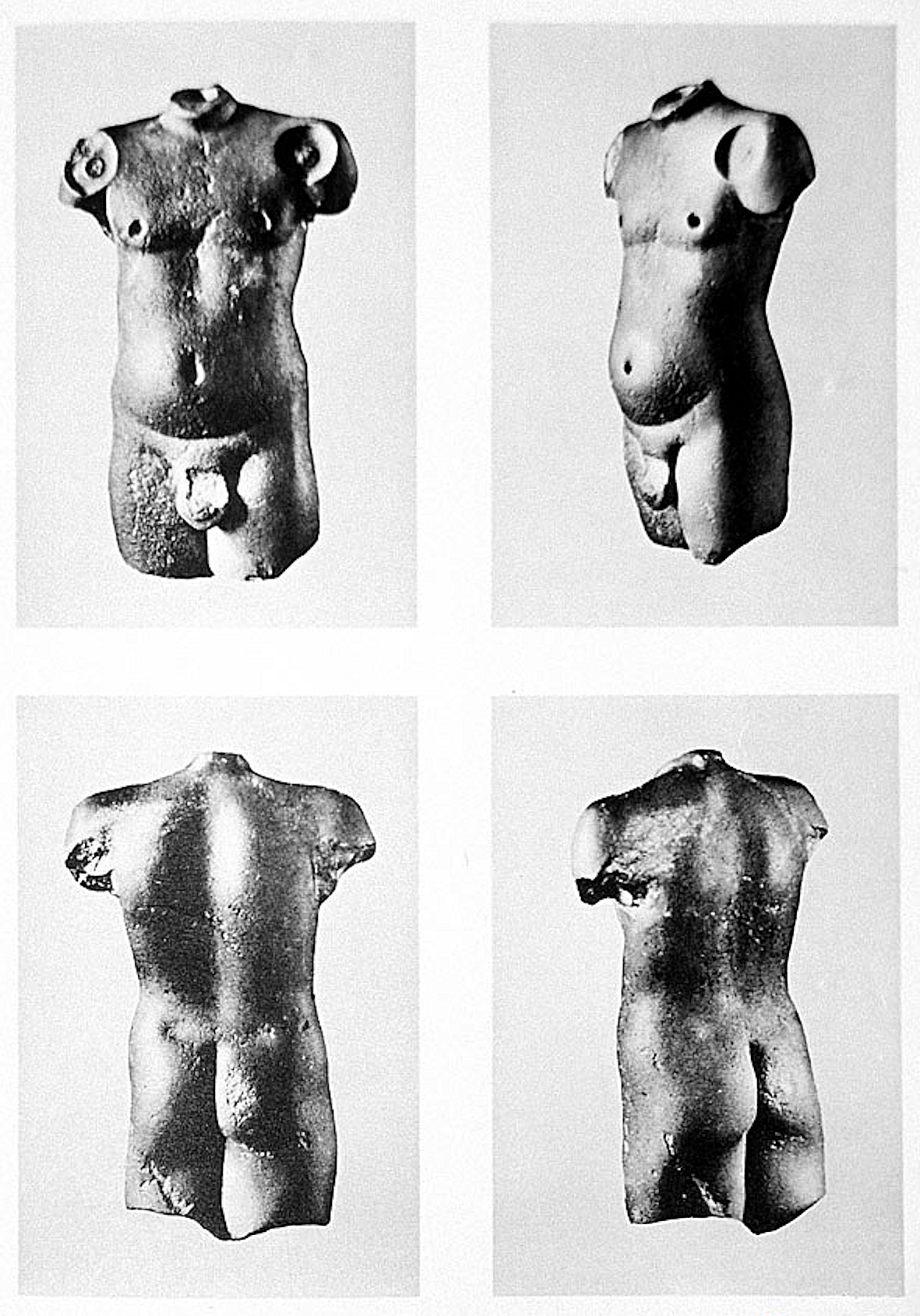
Un artefact de l'âge du bronze, un torse en jaspe rouge, bien qu'excavé d'un monticule d'Harappa, a été attribué à la période historique de Gupta par l'archéologue John Marshal en raison de se ressemblance à l'art grec classique.

De nombreux érudits indiens ont fait valoir que la notion de gréco-bouddhisme, issue de savants européens, va trop loin dans le rapprochement de l'art gandharan, de l'art grec et parfois persan et de la définition de l'art indien ancien en termes d'art gréco-romain classique lui-même. L'archéologue John Marshall, lors de sa visite à Taxila et à Gandhara, aurait déclaré : « Il m'a semblé que j'avais éclairé un peu de la Grèce elle-même et j'ai senti alors qu'il y avait quelque chose d'attrayant et de grec dans la campagne elle-même.» Pierre Dupont a pensé son voyage au Pakistan en 1954 comme « un pieux voyage dans le pays gréco-bouddhiste ». GW Leitner a inventé le terme « gréco-bouddhiste » pour les pièces d'art gandharien qui sont parvenues en Europe en 1870 et les a saluées comme une nouvelle page de l'histoire de « l'art grec » au lieu de « l'art indien. »
John Marshall, écrivant sur la « religion primitive des Indiens de l'Est et leur art », a déclaré qu'au cours de la période Ashokan, la religion de l'Inde orientale a affirmé son caractère indigène à travers un vernis de polissage et de finition perso-hellénistique et que les artistes magadhanes recevraient leur formation initiale auprès de maîtres étrangers de l'école ashokan. Soulignant les influences perses sur la sculpture mauryenne, John Marshall a commenté la manière dont la partie supérieure de la statue de yaksha affiche une influence perso-médiane dans ses drapés et son style, tandis que la rigidité de la moitié inférieure illustre l'art indien indigène coexistant avec l'art perso-hellénistique exotique,,.